# ATP Tour 2024
ATP Tour 2024 představoval 55. ročník nejvyšší úrovně mužského profesionálního tenisu, hraný v roce 2024. Sezóna okruhu trvajícího od 29. prosince 2023 do 22. prosince 2024 zahrnovala šedesát tři turnajů ve dvaceti devíti státech, až na výjimky organizovaných Asociací profesionálních tenistů (ATP). U singlistů bylo napříč kategoriemi navýšeno bodové hodnocení.
Okruh zahrnoval čtyři Grand Slamy pořádané Mezinárodní tenisovou federací (ITF), devět událostí kategorie ATP Tour Masters 1000, třináct turnajů kategorie ATP Tour 500, turnaje ATP Tour 250 a závěrečné Next Generation ATP Finals pro nejlepší tenisty do 20 let a turínský Turnaj mistrů. Součástí sezóny byly i pařížské letní olympijské hry v areálu Rolanda Garrose a soutěže družstev, Davis Cup, berlínský Laver Cup a australský United Cup organizovaný ve spolupráci s ženskou WTA. Hopmanův pohár, obnovený roku 2023 v Nice, nebyl součástí kalendáře. Ročník 2024 byl navíc zrušen.
Kvůli invazi Ruska na Ukrajinu během února 2022 zůstává v platnosti rozhodnutí řídících organizací tenisu ATP, WTA a ITF s grandslamy o zrušení plánovaných turnajů na území Ruska a vyloučení ruských a běloruských reprezentací ze soutěží včetně týmových turnajů. Ruští a běloruští tenisté mohli na okruzích nadále startovat, ale do odvolání nikoli pod vlajkami Ruska a Běloruska.
Ženskou obdobu mužského okruhu představoval WTA Tour 2024.

## Přehled
V první lednový týden ročník otevřely turnaje australské letní sezóny, po pěti letech v mužské části obnovený Brisbane International, druhý ročník týmové soutěže mužů a žen United Cup a Hong Kong Tennis Open, jenž se naposledy konal v roce 2002. Los Cabos Open byl přesunut z července na únor, do týdne před další mexickou událost v Acapulcu. Tříletá licence na pořádání Serbia Open od vlastníka Iona Țiriaca skončila a rumunský podnikatel obnovil Tiriac Open.
Po čtyřech odehraných ročnících Astana Open se kazachstánský turnaj přestěhoval do Almaty a změnil název na Almaty Open. V listopadu se měl do kalendáře vrátit španělský Gijón Open, jenž vlastnil jednoletou licenci v roce 2022. V srpnu 2024 však organizátoři uvedli, že jej nemohou uspořádat z nepředvídaných logistických důvodů. Nahrazen byl bělehradským Belgrade Open, jenž obdržel licenci minimálně na dva ročníky.
Na Madrid Open začala ATP testovat inovovaná pravidla ve čtyřhře pro zatraktivnění deblových soutěží a vyšší zapojení hráčů dvouhry.

### Statistiky rekordů
Odehráno bylo 67 turnajů včetně United Cupu, v nichž dvouhry vyhrálo čtyřicet tenistů. Šestnáckrát dvouhru ovládli singlisté postavení mimo Top 50. Třináctkrát šampion prošel soutěží bez ztráty setu. Na deseti událostech odvrátili vítězové v průběhu soutěže mečbol (Montpellier, Los Cabos, Dubaj, Ženeva, Lyon, Newport, Washington, D.C., Montréal, Chang-čou a Tokio). Desetkrát postoupili do finále jen členové první světové desítky, na Australian Open, v Indian Wells, Barceloně, Roland Garros, Halle, Wimbledonu, na olympiádě, v Pekingu, Šanghaji a Turnaji mistrů.
Šestkrát se v přímém souboji o titul střetli hráči z téže země, čtyřikrát Američané (Dallas, Delray Beach, Houston a Newport), jednou Argentinci (Rio de Janeiro) i Francouzi (Tokio). V Brisbane, Pekingu a na olympiádě se ve finále utkaly nasazená jednička a dvojka. Čtyři nejvýše nasazení postoupili do semifinále v Marseille a Montpellier. Pokud hráč vyhrál první set finále, pak získal titul na 54 ze 66 turnajů (81,8 % vs. 70,8 % v roce 2023). Nejvyšší finálovou úspěšnost vytvořil Sinner (8–1). Na antuce ovládl nejvíce zápasů Sebastián Báez (26–11), na trávě Lorenzo Musetti (12–3) a tvrdém povrchu Jannik Sinner (53–3), v hale pak Karen Chačanov (14–3). Nejvíce rozhodujících setů vyhrál Flavio Cobolli (18–9), tiebreaků Alexander Zverev (31–21), který měl i nejlepší bilanci proti levákům (15–0).
S osmi tituly singlové sezóně dominoval Jannik Sinner a čtyřhře s pěti trofejemi Wesley Koolhof, Nikola Mektić a Jordan Thompson. Nejmladším vítězem se v 19 lertech a 7 měsících stal Číňan Šang Ťün-čcheng v Čcheng-tu, následován 20letými Filsem, Alcarazem a Mpetshim Perricardem. Naopak nejtarším byl ve 37 letech a 3 měsících Srb Novak Djoković na olympijských hrách, kde jako první tenista zkompletoval všechny velké trofeje definované ATP. Z pozice 777. hráče žebříčku představoval nejníže postaveného vítěze Marin Čilić v Chang-čou. Dvanáct tenistů získalo první kariérní titul ve dvouhře a sedmnáct ve čtyřhře. Čtyři kvalifikanti prošli soutěží až k trofeji, Alejandro Tabilo (Auckland), Luciano Darderi, (Cordóba), Benjamin Bonzi (Mety) a Denis Shapovalov (Bělehrad). Šťastný poražený nejdále postoupil do semifinále, když se v této fázi eastbournského turnaje objevil Aleksandar Vukic. Třikrát triumfovali hráči na divokou kartu. Čtyřikrát šampion porazil dva nejvýše nasazené, Šang (Čcheng-tu), Francisco Cerúndolo (Umag), Fils (Hamburk) a Humbert (Marseille).
Nejvíce dvouher vyhrál Jannik Sinner (73, poměr 73–6), jenž si připsal i nejvyšší počet 18 vítězství nad členy Top 10. Nejvíce utkání odehrál Alexander Zverev (90, poměr 69–21). Rekordní počet es v zápase nastříleli Milos Raonic (47, ve druhém kole Queen’s Clubu; duel na dva vítězné sety) a Giovanni Mpetshi Perricard (51, v úvodu Wimbledonu; duel na tři vítězné sety). Nejdelší 19zápasovou sérii neporazitelnosti vytvořil Jannik Sinner (od skupiny finále Davis Cup 2023 do semifinále Indian Wells 2024). Italovi patřily i další dvě nejdelší šňůry, kdy zůstal neporažen v 15 a 14 utkáních. Nejdelší zápas trval 4:00 hodiny (Nadal vs. Navone, 6–7, 7–5, 7–5, čtvrtfinále v Bastadu) a v rámi grandslamu 5:35 hodiny (Evans vs. Chačanov, 6–7, 7–6, 7–6, 4–6, 6–4, úvod US Open). Nejkratší dohrané utkání trvalo 44 minut (Korda vs. van de Zandschulp, 6–1, 6–0, druhé kolo v Dubaji). Nejdelší tiebreak skončil poměrem 17–15 (Zverev vs. Norrie, 6–4, 6–4, 7–6(15), třetí kolo Wimbledonu) a supertiebreak čtyřhry skórem 19–17 (Barrientos/Mansúri vs. Lammons/Withrow, 3–6, 6–3, [19–17], čtvrtfinále v Almaty).
Největší skok do Top 100 (od konce sezóny 2023) předvedl Jacob Fearnley ze 638. na 99. místo (posun o 539 příček). V rámci Top 50 se jednalo o Giovanniho Mpetshiho Perricarda z 206. na 31. místo (posun o 175 příček).

## Chronologický přehled turnajů
Chronologický přehled uvádí turnajovou listinu okruhu ATP Tour 2024 včetně dějiště, počtu hráčů, povrchu, kategorie a celkové dotace.
Legenda
Tabulky měsíců uvádí vítěze a finalisty dvouhry i čtyřhry a dále pak semifinalisty a čtvrtfinalisty dvouhry. Zápis –D/–Q/–Č/–X uvádí počet hráčů dvouhry/hráčů kvalifikace dvouhry/párů čtyřhry/párů mixu. (ZS) – základní skupina.
| Grand Slam                 |
| Letní olympijské hry       |
| ATP Finals                 |
| Next Generation ATP Finals |
| ATP Tour Masters 1000      |
| ATP Tour 500               |
| ATP Tour 250               |
| Týmové soutěže             |

### Leden
| Týden od            | Turnaj | Vítězové | Finalisté | Semifinalisté                     | Čtvrtfinalisté                                                          |
| ------------------- | --- | --- | --- | --------------------------------- | ----------------------------------------------------------------------- |
| 1. ledna            | United Cup Perth a Sydney, Austrálie United Cup tvrdý – 5 000 000 $ – 18 týmů | Německo 2–1 | Polsko | Francie Austrálie                 | Čína Norsko Srbsko Řecko                                                |
| 1. ledna            | Bank of China Hong Kong Tennis Open Hongkong, Čína ATP 250 tvrdý – 739 945 $ – 28D/16Q/16Č dvouhra • čtyřhra | Andrej Rubljov 6–4, 6–4 | Emil Ruusuvuori | Šang Ťün-čcheng Sebastian Ofner   | Arthur Fils Frances Tiafoe Roberto Bautista Agut Pavel Kotov            |
| 1. ledna            | Bank of China Hong Kong Tennis Open Hongkong, Čína ATP 250 tvrdý – 739 945 $ – 28D/16Q/16Č dvouhra • čtyřhra | Marcelo Arévalo Mate Pavić 7–6(7–3), 6–4 | Sander Gillé Joran Vliegen                                                                                              | Šang Ťün-čcheng Sebastian Ofner   | Arthur Fils Frances Tiafoe Roberto Bautista Agut Pavel Kotov            |
| 1. ledna            | Brisbane International Brisbane, Austrálie ATP 250 tvrdý – 739 945 $ – 32D/24Q/24Č dvouhra • čtyřhra | Grigor Dimitrov 7–6(7–5), 6–4 | Holger Rune | Roman Safiullin Jordan Thompson   | James Duckworth Matteo Arnaldi Rafael Nadal Rinky Hijikata              |
| 1. ledna            | Brisbane International Brisbane, Austrálie ATP 250 tvrdý – 739 945 $ – 32D/24Q/24Č dvouhra • čtyřhra | Lloyd Glasspool Jean-Julien Rojer 7–6(7–3), 5–7, [12–10] | Kevin Krawietz Tim Pütz                                                                                                 | Roman Safiullin Jordan Thompson   | James Duckworth Matteo Arnaldi Rafael Nadal Rinky Hijikata              |
| 8. ledna            | Adelaide International Adelaide, Austrálie ATP 250 tvrdý – 739 945 $ – 28D/16Q/24Č dvouhra • čtyřhra | Jiří Lehečka 4–6, 6–4, 6–3 | Jack Draper | Alexandr Bublik Sebastian Korda   | Tommy Paul Lorenzo Musetti Christopher O'Connell Nicolás Jarry          |
| 8. ledna            | Adelaide International Adelaide, Austrálie ATP 250 tvrdý – 739 945 $ – 28D/16Q/24Č dvouhra • čtyřhra | Rajeev Ram Joe Salisbury 7–5, 5–7, [11–9] | Rohan Bopanna Matthew Ebden                                                                                             | Alexandr Bublik Sebastian Korda   | Tommy Paul Lorenzo Musetti Christopher O'Connell Nicolás Jarry          |
| 8. ledna            | ASB Classic Auckland, Nový Zéland ATP 250 tvrdý – 739 945 $ – 28D/16Q/16Č dvouhra • čtyřhra | Alejandro Tabilo 6–2, 7–5 | Taró Daniel | Ben Shelton Arthur Fils           | Roberto Carballés Baena Alexandre Müller Daniel Altmaier Cameron Norrie |
| 8. ledna            | ASB Classic Auckland, Nový Zéland ATP 250 tvrdý – 739 945 $ – 28D/16Q/16Č dvouhra • čtyřhra | Wesley Koolhof Nikola Mektić 6–3, 6–7(5–7), [10–7] | Marcel Granollers Horacio Zeballos                                                                                      | Ben Shelton Arthur Fils           | Roberto Carballés Baena Alexandre Müller Daniel Altmaier Cameron Norrie |
| 15. ledna 22. ledna | Australian Open Melbourne, Austrálie Grand Slam tvrdý – 39 264 000 A$ 128D/128Q/64Č/32X dvouhra • čtyřhra • mix | Jannik Sinner 3–6, 3–6, 6–4, 6–4, 6–3 | Daniil Medveděv | Novak Djoković Alexander Zverev   | Taylor Fritz Andrej Rubljov Hubert Hurkacz Carlos Alcaraz               |
| 15. ledna 22. ledna | Australian Open Melbourne, Austrálie Grand Slam tvrdý – 39 264 000 A$ 128D/128Q/64Č/32X dvouhra • čtyřhra • mix | Rohan Bopanna Matthew Ebden 7–6(7–0), 7–5 | Simone Bolelli Andrea Vavassori                                                                                         | Novak Djoković Alexander Zverev   | Taylor Fritz Andrej Rubljov Hubert Hurkacz Carlos Alcaraz               |
| 15. ledna 22. ledna | Australian Open Melbourne, Austrálie Grand Slam tvrdý – 39 264 000 A$ 128D/128Q/64Č/32X dvouhra • čtyřhra • mix | Sie Šu-wej Jan Zieliński 6–7(5–7), 6–4, [11–9] | Desirae Krawczyková Neal Skupski                                                                                        | Novak Djoković Alexander Zverev   | Taylor Fritz Andrej Rubljov Hubert Hurkacz Carlos Alcaraz               |
| 29. ledna           | Davis Cup, kvalifikační kolo Montréal, Kanada – tvrdý (h) Kraljevo, Srbsko – tvrdý (h) Varaždín, Chorvatsko – tvrdý (h) Tatabánya, Maďarsko – tvrdý (h) Groningen, Nizozemsko – tvrdý (h) Třinec, Česko – tvrdý (h) Vilnius, Litva (N) – tvrdý (h) Turku, Finsko – tvrdý (h) Tchaj-pej, Tchaj-wan – tvrdý (h) Rosario, Argentina – antuka Helsingborg, Švédsko – tvrdý (h) Santiago, Chile – tvrdý | Vítězové Kanada, 3–1 Slovensko, 4–0 Belgie, 3–1 Německo, 3–2 Nizozemsko, 3–2 Česko, 4–0 Spojené státy, 4–0 Finsko, 3–1 Francie, 4–0 Argentina, 3–2 Brazílie, 3–1 Chile, 3–2 | Poražení Jižní Korea Srbsko Chorvatsko Maďarsko Švýcarsko Izrael Ukrajina Portugalsko Tchaj-wan Kazachstán Švédsko Peru |                                   |                                                                         |
| 29. ledna           | Open Sud de France – Montpellier Montpellier, Francie ATP 250 tvrdý (h) – 579 320 € – 28D/16Q/16Č dvouhra • čtyřhra | Alexandr Bublik 5–7, 6–2, 6–3 | Borna Ćorić | Holger Rune Félix Auger-Aliassime | Michael Mmoh Flavio Cobolli Harold Mayot Alexandr Ševčenko              |
| 29. ledna           | Open Sud de France – Montpellier Montpellier, Francie ATP 250 tvrdý (h) – 579 320 € – 28D/16Q/16Č dvouhra • čtyřhra | Sadio Doumbia Fabien Reboul 6–7(5–7), 6–4, [10–6] | Albano Olivetti Sam Weissborn                                                                                           | Holger Rune Félix Auger-Aliassime | Michael Mmoh Flavio Cobolli Harold Mayot Alexandr Ševčenko              |

### Únor
| Týden od  | Turnaj | Vítězové                                              | Finalisté                              | Semifinalisté                       | Čtvrtfinalisté                                                           |
| --------- | --- | ----------------------------------------------------- | -------------------------------------- | ----------------------------------- | ------------------------------------------------------------------------ |
| 5. února  | Dallas Open Dallas, Spojené státy ATP 250 tvrdý (h) – 756 020 $ – 28D/16Q/16Č dvouhra • čtyřhra                                 | Tommy Paul 7–6(7–3), 5–7, 6–3                         | Marcos Giron                           | Adrian Mannarino Ben Shelton        | Frances Tiafoe James Duckworth Jordan Thompson Dominik Koepfer           |
| 5. února  | Dallas Open Dallas, Spojené státy ATP 250 tvrdý (h) – 756 020 $ – 28D/16Q/16Č dvouhra • čtyřhra                                 | Max Purcell Jordan Thompson 6–4, 2–6, [10–8]          | William Blumberg Rinky Hijikata        | Adrian Mannarino Ben Shelton        | Frances Tiafoe James Duckworth Jordan Thompson Dominik Koepfer           |
| 5. února  | Open 13 Provence Marseille, Francie ATP 250 tvrdý (h) – 724 015 € – 28D/16Q/16Č dvouhra • čtyřhra                               | Ugo Humbert 6–4, 6–3                                  | Grigor Dimitrov                        | Hubert Hurkacz Karen Chačanov       | Tomáš Macháč Alejandro Davidovich Fokina Čang Č’-čen Arthur Rinderknech  |
| 5. února  | Open 13 Provence Marseille, Francie ATP 250 tvrdý (h) – 724 015 € – 28D/16Q/16Č dvouhra • čtyřhra                               | Tomáš Macháč Čang Č’-čen 6–3, 6–4                     | Patrik Niklas-Salminen Emil Ruusuvuori | Hubert Hurkacz Karen Chačanov       | Tomáš Macháč Alejandro Davidovich Fokina Čang Č’-čen Arthur Rinderknech  |
| 5. února  | Córdoba Open Córdoba, Argentina ATP 250 antuka – 640 705 $ – 28D/16Q/14Č dvouhra • čtyřhra                                      | Luciano Darderi 6–1, 6–4                              | Facundo Bagnis                         | Federico Coria Sebastián Báez       | Jaume Munar Tomás Martín Etcheverry Yannick Hanfmann Facundo Díaz Acosta |
| 5. února  | Córdoba Open Córdoba, Argentina ATP 250 antuka – 640 705 $ – 28D/16Q/14Č dvouhra • čtyřhra                                      | Máximo González Andrés Molteni 6–4, 6–1               | Sadio Doumbia Fabien Reboul            | Federico Coria Sebastián Báez       | Jaume Munar Tomás Martín Etcheverry Yannick Hanfmann Facundo Díaz Acosta |
| 12. února | ABN AMRO Open Rotterdam, Nizozemsko ATP 500 tvrdý (h) – 2 134 985 € – 32D/16Q/16Č dvouhra • čtyřhra                             | Jannik Sinner 7–5, 6–4                                | Alex de Minaur                         | Tallon Griekspoor Grigor Dimitrov   | Milos Raonic Emil Ruusuvuori Alexandr Ševčenko Andrej Rubljov            |
| 12. února | ABN AMRO Open Rotterdam, Nizozemsko ATP 500 tvrdý (h) – 2 134 985 € – 32D/16Q/16Č dvouhra • čtyřhra                             | Wesley Koolhof Nikola Mektić 6–3, 7–5                 | Robin Haase Botic van de Zandschulp    | Tallon Griekspoor Grigor Dimitrov   | Milos Raonic Emil Ruusuvuori Alexandr Ševčenko Andrej Rubljov            |
| 12. února | Delray Beach Open Delray Beach, Spojené státy ATP 250 tvrdý – 742 350 $ – 28D/16Q/16Č dvouhra • čtyřhra                         | Taylor Fritz 6–2, 6–3                                 | Tommy Paul                             | Marcos Giron Frances Tiafoe         | Rinky Hijikata Patrick Kypson Jordan Thompson Flavio Cobolli             |
| 12. února | Delray Beach Open Delray Beach, Spojené státy ATP 250 tvrdý – 742 350 $ – 28D/16Q/16Č dvouhra • čtyřhra                         | Julian Cash Robert Galloway 5–7, 7–5, [10–2]          | Santiago González Neal Skupski         | Marcos Giron Frances Tiafoe         | Rinky Hijikata Patrick Kypson Jordan Thompson Flavio Cobolli             |
| 12. února | IEB+ Argentina Open Buenos Aires, Argentina ATP 250 antuka – 728 185 $ – 28D/16Q/16Č dvouhra • čtyřhra                          | Facundo Díaz Acosta 6–3, 6–4                          | Nicolás Jarry                          | Carlos Alcaraz Federico Coria       | Andrea Vavassori Tomás Martín Etcheverry Dušan Lajović Sebastián Báez    |
| 12. února | IEB+ Argentina Open Buenos Aires, Argentina ATP 250 antuka – 728 185 $ – 28D/16Q/16Č dvouhra • čtyřhra                          | Simone Bolelli Andrea Vavassori 6–2, 7–6(8–6)         | Horacio Zeballos Marcel Granollers     | Carlos Alcaraz Federico Coria       | Andrea Vavassori Tomás Martín Etcheverry Dušan Lajović Sebastián Báez    |
| 19. února | Rio Open Rio de Janeiro, Brazílie ATP 500 antuka – 2 100 230 $ – 32D/16Q/16Č dvouhra • čtyřhra                                  | Sebastián Báez 6–2, 6–1                               | Mariano Navone                         | Francisco Cerúndolo Cameron Norrie  | Thiago Monteiro Dušan Lajović João Fonseca Thiago Seyboth Wild           |
| 19. února | Rio Open Rio de Janeiro, Brazílie ATP 500 antuka – 2 100 230 $ – 32D/16Q/16Č dvouhra • čtyřhra                                  | Nicolás Barrientos Rafael Matos 6–4, 6–3              | Alexander Erler Lucas Miedler          | Francisco Cerúndolo Cameron Norrie  | Thiago Monteiro Dušan Lajović João Fonseca Thiago Seyboth Wild           |
| 19. února | Qatar ExxonMobil Open Dauhá, Katar ATP 250 tvrdý – 1 493 465 $ – 28D/16Q/16Č dvouhra • čtyřhra                                  | Karen Chačanov 7–6(14–12), 6–4                        | Jakub Menšík                           | Gaël Monfils Alexei Popyrin         | Andrej Rubljov Ugo Humbert Alexandr Bublik Emil Ruusuvuori               |
| 19. února | Qatar ExxonMobil Open Dauhá, Katar ATP 250 tvrdý – 1 493 465 $ – 28D/16Q/16Č dvouhra • čtyřhra                                  | Jamie Murray Michael Venus 7–6(7–0), 2–6, [10–8]      | Lorenzo Musetti Lorenzo Sonego         | Gaël Monfils Alexei Popyrin         | Andrej Rubljov Ugo Humbert Alexandr Bublik Emil Ruusuvuori               |
| 19. února | Mifel Tennis Open Los Cabos, Mexiko ATP 250 tvrdý – 1 005 620 $ – 28D/16Q/16Č dvouhra • čtyřhra                                 | Jordan Thompson 6–3, 7–6(7–4)                         | Casper Ruud                            | Alexander Zverev Stefanos Tsitsipas | Thanasi Kokkinakis Alex Michelsen Nuno Borges Aleksandar Kovacevic       |
| 19. února | Mifel Tennis Open Los Cabos, Mexiko ATP 250 tvrdý – 1 005 620 $ – 28D/16Q/16Č dvouhra • čtyřhra                                 | Max Purcell Jordan Thompson 7–5, 7–6(7–2)             | Gonzalo Escobar Oleksandr Nedověsov    | Alexander Zverev Stefanos Tsitsipas | Thanasi Kokkinakis Alex Michelsen Nuno Borges Aleksandar Kovacevic       |
| 26. února | Dubai Duty Free Tennis Championships Dubaj, Spojené arabské emiráty ATP 500 tvrdý – 3 113 270 $ – 32D/16Q/16Č dvouhra • čtyřhra | Ugo Humbert 6–4, 6–3                                  | Alexandr Bublik                        | Daniil Medveděv Andrej Rubljov      | Alejandro Davidovich Fokina Hubert Hurkacz Jiří Lehečka Sebastian Korda  |
| 26. února | Dubai Duty Free Tennis Championships Dubaj, Spojené arabské emiráty ATP 500 tvrdý – 3 113 270 $ – 32D/16Q/16Č dvouhra • čtyřhra | Tallon Griekspoor Jan-Lennard Struff 6–4, 4–6, [10–6] | Ivan Dodig Austin Krajicek             | Daniil Medveděv Andrej Rubljov      | Alejandro Davidovich Fokina Hubert Hurkacz Jiří Lehečka Sebastian Korda  |
| 26. února | Abierto Mexicano Telcel Acapulco, Mexiko ATP 500 tvrdý – 2 377 565 $ – 32D/16Q/16Č dvouhra • čtyřhra                            | Alex de Minaur 6–4, 6–4                               | Casper Ruud                            | Jack Draper Holger Rune             | Miomir Kecmanović Stefanos Tsitsipas Ben Shelton Dominik Koepfer         |
| 26. února | Abierto Mexicano Telcel Acapulco, Mexiko ATP 500 tvrdý – 2 377 565 $ – 32D/16Q/16Č dvouhra • čtyřhra                            | Hugo Nys Jan Zieliński 6–3, 6–2                       | Santiago González Neal Skupski         | Jack Draper Holger Rune             | Miomir Kecmanović Stefanos Tsitsipas Ben Shelton Dominik Koepfer         |
| 26. února | Movistar Chile Open Santiago, Chile ATP 250 antuka – 742 350 $ – 28D/16Q/16Č dvouhra • čtyřhra                                  | Sebastián Báez 3–6, 6–0, 6–4                          | Alejandro Tabilo                       | Corentin Moutet Pedro Martínez      | Nicolás Jarry Luciano Darderi Arthur Fils Jaume Munar                    |
| 26. února | Movistar Chile Open Santiago, Chile ATP 250 antuka – 742 350 $ – 28D/16Q/16Č dvouhra • čtyřhra                                  | Tomás Barrios Vera Alejandro Tabilo 6–2, 6–4          | Orlando Luz Matías Soto                | Corentin Moutet Pedro Martínez      | Nicolás Jarry Luciano Darderi Arthur Fils Jaume Munar                    |

### Březen
| Týden od              | Turnaj | Vítězové                                          | Finalisté                                 | Semifinalisté                    | Čtvrtfinalisté                                            |
| --------------------- | --- | ------------------------------------------------- | ----------------------------------------- | -------------------------------- | --------------------------------------------------------- |
| 4. března 11. března  | BNP Paribas Open Indian Wells, Spojené státy ATP Masters 1000 tvrdý – 11 918 990 $ – 96D/48Q/32Č dvouhra • čtyřhra • mix | Carlos Alcaraz 7–6(7–5), 6–1                      | Daniil Medveděv                           | Tommy Paul Jannik Sinner         | Casper Ruud Holger Rune Jiří Lehečka Alexander Zverev     |
| 4. března 11. března  | BNP Paribas Open Indian Wells, Spojené státy ATP Masters 1000 tvrdý – 11 918 990 $ – 96D/48Q/32Č dvouhra • čtyřhra • mix | Wesley Koolhof Nikola Mektić 7–6(7–2), 7–6(7–4)   | Marcel Granollers Horacio Zeballos        | Tommy Paul Jannik Sinner         | Casper Ruud Holger Rune Jiří Lehečka Alexander Zverev     |
| 4. března 11. března  | BNP Paribas Open Indian Wells, Spojené státy ATP Masters 1000 tvrdý – 11 918 990 $ – 96D/48Q/32Č dvouhra • čtyřhra • mix | Storm Hunterová Matthew Ebden 6–3, 6–3            | Caroline Garciaová Édouard Roger-Vasselin | Tommy Paul Jannik Sinner         | Casper Ruud Holger Rune Jiří Lehečka Alexander Zverev     |
| 18. března 25. března | Miami Open Miami Gardens, Spojené státy ATP Masters 1000 tvrdý – 10 404 205 $ – 96D/48Q/32Č dvouhra • čtyřhra            | Jannik Sinner 6–3, 6–1                            | Grigor Dimitrov                           | Alexander Zverev Daniil Medveděv | Carlos Alcaraz Fábián Marozsán Nicolás Jarry Tomáš Macháč |
| 18. března 25. března | Miami Open Miami Gardens, Spojené státy ATP Masters 1000 tvrdý – 10 404 205 $ – 96D/48Q/32Č dvouhra • čtyřhra            | Rohan Bopanna Matthew Ebden 6–7(3–7), 6–3, [10–6] | Ivan Dodig Austin Krajicek                | Alexander Zverev Daniil Medveděv | Carlos Alcaraz Fábián Marozsán Nicolás Jarry Tomáš Macháč |

### Duben
| Týden od            | Turnaj | Vítězové                                        | Finalisté                       | Semifinalisté                           | Čtvrtfinalisté                                                          |
| ------------------- | --- | ----------------------------------------------- | ------------------------------- | --------------------------------------- | ----------------------------------------------------------------------- |
| 1. dubna            | Fayez Sarofim & Co. U.S. Men's Clay Court Championships Houston, Spojené státy ATP 250 antuka – 742 350 $ – 28D/16Q/16Č dvouhra • čtyřhra | Ben Shelton 7–5, 4–6, 6–3                       | Frances Tiafoe                  | Tomás Martín Etcheverry Luciano Darderi | Brandon Nakashima Michael Mmoh Jordan Thompson Marcos Giron             |
| 1. dubna            | Fayez Sarofim & Co. U.S. Men's Clay Court Championships Houston, Spojené státy ATP 250 antuka – 742 350 $ – 28D/16Q/16Č dvouhra • čtyřhra | Max Purcell Jordan Thompson 7–5, 6–1            | William Blumberg John Peers     | Tomás Martín Etcheverry Luciano Darderi | Brandon Nakashima Michael Mmoh Jordan Thompson Marcos Giron             |
| 1. dubna            | Millennium Estoril Open Cascais, Portugalsko ATP 250 antuka – 651 865 $ – 28D/16Q/16Č dvouhra • čtyřhra                                   | Hubert Hurkacz 6–3, 6–4                         | Pedro Martínez                  | Casper Ruud Cristian Garín              | Márton Fucsovics Richard Gasquet Nuno Borges Pablo Llamas Ruiz          |
| 1. dubna            | Millennium Estoril Open Cascais, Portugalsko ATP 250 antuka – 651 865 $ – 28D/16Q/16Č dvouhra • čtyřhra                                   | Gonzalo Escobar Oleksandr Nedověsov 7–5, 6–2    | Sadio Doumbia Fabien Reboul     | Casper Ruud Cristian Garín              | Márton Fucsovics Richard Gasquet Nuno Borges Pablo Llamas Ruiz          |
| 1. dubna            | Grand Prix Hassan II Marrákeš, Maroko ATP 250 antuka – 651 865 $ – 28D/16Q/16Č dvouhra • čtyřhra                                          | Matteo Berrettini 7–5, 6–2                      | Roberto Carballés Baena         | Pavel Kotov Mariano Navone              | Fabio Fognini Nicolas Moreno de Alboran Lorenzo Sonego Aleksandar Vukic |
| 1. dubna            | Grand Prix Hassan II Marrákeš, Maroko ATP 250 antuka – 651 865 $ – 28D/16Q/16Č dvouhra • čtyřhra                                          | Harri Heliövaara Henry Patten 3–6, 6–4, [10–4]  | Alexander Erler Lucas Miedler   | Pavel Kotov Mariano Navone              | Fabio Fognini Nicolas Moreno de Alboran Lorenzo Sonego Aleksandar Vukic |
| 8. dubna            | Rolex Monte-Carlo Masters Roquebrune-Cap-Martin, Francie ATP Masters 1000 antuka – 6 410 670 € – 56D/28Q/32Č dvouhra • čtyřhra            | Stefanos Tsitsipas 6–1, 6–4                     | Casper Ruud                     | Novak Djoković Jannik Sinner            | Alex de Minaur Ugo Humbert Karen Chačanov Holger Rune                   |
| 8. dubna            | Rolex Monte-Carlo Masters Roquebrune-Cap-Martin, Francie ATP Masters 1000 antuka – 6 410 670 € – 56D/28Q/32Č dvouhra • čtyřhra            | Sander Gillé Joran Vliegen 5–7, 6–3, [10–5]     | Marcelo Melo Alexander Zverev   | Novak Djoković Jannik Sinner            | Alex de Minaur Ugo Humbert Karen Chačanov Holger Rune                   |
| 15. dubna           | Barcelona Open Banc Sabadell Barcelona, Španělsko ATP 500 antuka – 2 938 695 € – 48D/24Q/16Č dvouhra • čtyřhra                            | Casper Ruud 7–5, 6–3                            | Stefanos Tsitsipas              | Dušan Lajović Tomás Martín Etcheverry   | Facundo Díaz Acosta Arthur Fils Matteo Arnaldi Cameron Norrie           |
| 15. dubna           | Barcelona Open Banc Sabadell Barcelona, Španělsko ATP 500 antuka – 2 938 695 € – 48D/24Q/16Č dvouhra • čtyřhra                            | Máximo González Andrés Molteni 4–6, 6–4, [11–9] | Hugo Nys Jan Zieliński          | Dušan Lajović Tomás Martín Etcheverry   | Facundo Díaz Acosta Arthur Fils Matteo Arnaldi Cameron Norrie           |
| 15. dubna           | Tiriac Open Bukurešť, Rumunsko ATP 250 antuka – 651 865 € – 28D/16Q/16Č dvouhra • čtyřhra                                                 | Márton Fucsovics 6–4, 7–5                       | Mariano Navone                  | Grégoire Barrère Alejandro Tabilo       | Francisco Cerúndolo Pedro Martínez João Fonseca Corentin Moutet         |
| 15. dubna           | Tiriac Open Bukurešť, Rumunsko ATP 250 antuka – 651 865 € – 28D/16Q/16Č dvouhra • čtyřhra                                                 | Sadio Doumbia Fabien Reboul 6–3, 7–5            | Harri Heliövaara Henry Patten   | Grégoire Barrère Alejandro Tabilo       | Francisco Cerúndolo Pedro Martínez João Fonseca Corentin Moutet         |
| 15. dubna           | BMW Open by American Express Mnichov, Německo ATP 250 antuka – 651 865 € – 28D/16Q/16Č dvouhra • čtyřhra                                  | Jan-Lennard Struff 7–5, 6–3                     | Taylor Fritz                    | Cristian Garín Holger Rune              | Alexander Zverev Jack Draper Félix Auger-Aliassime Marc-Andrea Hüsler   |
| 15. dubna           | BMW Open by American Express Mnichov, Německo ATP 250 antuka – 651 865 € – 28D/16Q/16Č dvouhra • čtyřhra                                  | Juki Bhambri Albano Olivetti 7–6(8–6), 7–6(7–5) | Andreas Mies Jan-Lennard Struff | Cristian Garín Holger Rune              | Alexander Zverev Jack Draper Félix Auger-Aliassime Marc-Andrea Hüsler   |
| 22. dubna 29. dubna | Mutua Madrid Open Madrid, Španělsko ATP Masters 1000 antuka – 9 017 445 € – 96D/48Q/32Č dvouhra • čtyřhra                                 | Andrej Rubljov 4–6, 7–5, 7–5                    | Félix Auger-Aliassime           | Jiří Lehečka Taylor Fritz               | Jannik Sinner Daniil Medveděv Francisco Cerúndolo Carlos Alcaraz        |
| 22. dubna 29. dubna | Mutua Madrid Open Madrid, Španělsko ATP Masters 1000 antuka – 9 017 445 € – 96D/48Q/32Č dvouhra • čtyřhra                                 | Sebastian Korda Jordan Thompson 6–3, 7–6(9–7)   | Ariel Behar Adam Pavlásek       | Jiří Lehečka Taylor Fritz               | Jannik Sinner Daniil Medveděv Francisco Cerúndolo Carlos Alcaraz        |

### Květen
| Týden od             | Turnaj | Vítězové                                            | Finalisté                         | Semifinalisté                   | Čtvrtfinalisté                                                    |
| -------------------- | --- | --------------------------------------------------- | --------------------------------- | ------------------------------- | ----------------------------------------------------------------- |
| 6. května 13. května | Internazionali BNL d'Italia Řím, Itálie ATP Masters 1000 antuka – 9 094 379 € – 96D/48Q/32Č dvouhra • čtyřhra | Alexander Zverev 6–4, 7–5                           | Nicolás Jarry                     | Alejandro Tabilo Tommy Paul     | Čang Č’-čen Taylor Fritz Stefanos Tsitsipas Hubert Hurkacz        |
| 6. května 13. května | Internazionali BNL d'Italia Řím, Itálie ATP Masters 1000 antuka – 9 094 379 € – 96D/48Q/32Č dvouhra • čtyřhra | Marcel Granollers Horacio Zeballos 6–2, 6–2         | Marcelo Arévalo Mate Pavić        | Alejandro Tabilo Tommy Paul     | Čang Č’-čen Taylor Fritz Stefanos Tsitsipas Hubert Hurkacz        |
| 20. května           | Gonet Geneva Open Ženeva, Švýcarsko ATP 250 antuka – 651 865 € – 28D/16Q/16Č dvouhra • čtyřhra                | Casper Ruud 7–5, 6–3                                | Tomáš Macháč                      | Novak Djoković Flavio Cobolli   | Tallon Griekspoor Alex Michelsen Alexandr Ševčenko Sebastián Báez |
| 20. května           | Gonet Geneva Open Ženeva, Švýcarsko ATP 250 antuka – 651 865 € – 28D/16Q/16Č dvouhra • čtyřhra                | Marcelo Arévalo Mate Pavić 7–6(7–2), 7–5            | Lloyd Glasspool Jean-Julien Rojer | Novak Djoković Flavio Cobolli   | Tallon Griekspoor Alex Michelsen Alexandr Ševčenko Sebastián Báez |
| 20. května           | Open Parc Auvergne-Rhône-Alpes Lyon Lyon, Francie ATP 250 antuka – 651 865 € –28D/16Q/16Č dvouhra • čtyřhra   | Giovanni Mpetshi Perricard 6–4, 1–6, 7–6(9–7)       | Tomás Martín Etcheverry           | Luciano Darderi Alexandr Bublik | Dominik Koepfer Arthur Rinderknech Hugo Gaston Pavel Kotov        |
| 20. května           | Open Parc Auvergne-Rhône-Alpes Lyon Lyon, Francie ATP 250 antuka – 651 865 € –28D/16Q/16Č dvouhra • čtyřhra   | Harri Heliövaara Henry Patten 3–6, 7–6(7–4), [10–8] | Juki Bhambri Albano Olivetti      | Luciano Darderi Alexandr Bublik | Dominik Koepfer Arthur Rinderknech Hugo Gaston Pavel Kotov        |
| 27. května 3. června | Roland-Garros Paříž, Francie Grand Slam antuka – 24 961 000 € 128D/128Q/64Č/32X dvouhra • čtyřhra • mix       | Carlos Alcaraz 6–3, 2–6, 5–7, 6–1, 6–2              | Alexander Zverev                  | Casper Ruud Jannik Sinner       | Novak Djoković Alex de Minaur Stefanos Tsitsipas Grigor Dimitrov  |
| 27. května 3. června | Roland-Garros Paříž, Francie Grand Slam antuka – 24 961 000 € 128D/128Q/64Č/32X dvouhra • čtyřhra • mix       | Marcelo Arévalo Mate Pavić 7–5, 6–3                 | Simone Bolelli Andrea Vavassori   | Casper Ruud Jannik Sinner       | Novak Djoković Alex de Minaur Stefanos Tsitsipas Grigor Dimitrov  |
| 27. května 3. června | Roland-Garros Paříž, Francie Grand Slam antuka – 24 961 000 € 128D/128Q/64Č/32X dvouhra • čtyřhra • mix       | Laura Siegemundová Édouard Roger-Vasselin 6–4, 7–5  | Desirae Krawczyková Neal Skupski  | Casper Ruud Jannik Sinner       | Novak Djoković Alex de Minaur Stefanos Tsitsipas Grigor Dimitrov  |

### Červen
| Týden od   | Turnaj | Vítězové                                             | Finalisté                      | Semifinalisté                     | Čtvrtfinalisté                                                    |
| ---------- | --- | ---------------------------------------------------- | ------------------------------ | --------------------------------- | ----------------------------------------------------------------- |
| 10. června | BOSS Open Stuttgart, Německo ATP 250 tráva – 812 235 € – 28D/16Q/16Č dvouhra • čtyřhra                          | Jack Draper 3–6, 7–6(7–5), 6–4                       | Matteo Berrettini              | Brandon Nakashima Lorenzo Musetti | Jan-Lennard Struff Frances Tiafoe Alexandr Bublik James Duckworth |
| 10. června | BOSS Open Stuttgart, Německo ATP 250 tráva – 812 235 € – 28D/16Q/16Č dvouhra • čtyřhra                          | Rafael Matos Marcelo Melo 3–6, 6–3, [10–8]           | Julian Cash Robert Galloway    | Brandon Nakashima Lorenzo Musetti | Jan-Lennard Struff Frances Tiafoe Alexandr Bublik James Duckworth |
| 10. června | Libéma Open 's-Hertogenbosch, Nizozemsko ATP 250 tráva – 767 455 € – 28D/16Q/16Č dvouhra • čtyřhra              | Alex de Minaur 6–2, 6–4                              | Sebastian Korda                | Ugo Humbert Tallon Griekspoor     | Milos Raonic Gijs Brouwer Aleksandar Vukic Tommy Paul             |
| 10. června | Libéma Open 's-Hertogenbosch, Nizozemsko ATP 250 tráva – 767 455 € – 28D/16Q/16Č dvouhra • čtyřhra              | Nathaniel Lammons Jackson Withrow 7–6(7–5), 7–6(7–3) | Wesley Koolhof Nikola Mektić   | Ugo Humbert Tallon Griekspoor     | Milos Raonic Gijs Brouwer Aleksandar Vukic Tommy Paul             |
| 17. června | Terra Wortmann Open Halle, Německo ATP 500 tráva – 2 411 390 € – 32D/16Q/16Č dvouhra • čtyřhra                  | Jannik Sinner 7–6(10–8), 7–6(7–2)                    | Hubert Hurkacz                 | Čang Č’-čen Alexander Zverev      | Jan-Lennard Struff Christopher Eubanks Marcos Giron Arthur Fils   |
| 17. června | Terra Wortmann Open Halle, Německo ATP 500 tráva – 2 411 390 € – 32D/16Q/16Č dvouhra • čtyřhra                  | Simone Bolelli Andrea Vavassori 7–6(7–3), 7–6(7–5)   | Kevin Krawietz Tim Pütz        | Čang Č’-čen Alexander Zverev      | Jan-Lennard Struff Christopher Eubanks Marcos Giron Arthur Fils   |
| 17. června | cinch Championships Londýn, Spojené království ATP 500 tráva – 2 411 390 € – 32D/16Q/16Č dvouhra • čtyřhra      | Tommy Paul 6–1, 7–6(10–8)                            | Lorenzo Musetti                | Sebastian Korda Jordan Thompson   | Jack Draper Rinky Hijikata Taylor Fritz Billy Harris              |
| 17. června | cinch Championships Londýn, Spojené království ATP 500 tráva – 2 411 390 € – 32D/16Q/16Č dvouhra • čtyřhra      | Neal Skupski Michael Venus 4–6, 7–6(7–5), [10–8]     | Taylor Fritz Karen Chačanov    | Sebastian Korda Jordan Thompson   | Jack Draper Rinky Hijikata Taylor Fritz Billy Harris              |
| 24. června | Mallorca Championships Santa Ponsa, Španělsko ATP 250 tráva – 1 005 340 € – 28D/16Q/16Č dvouhra • čtyřhra       | Alejandro Tabilo 6–3, 6–4                            | Sebastian Ofner                | Paul Jubb Gaël Monfils            | Ben Shelton Alex Michelsen Jakub Menšík Roberto Bautista Agut     |
| 24. června | Mallorca Championships Santa Ponsa, Španělsko ATP 250 tráva – 1 005 340 € – 28D/16Q/16Č dvouhra • čtyřhra       | Julian Cash Robert Galloway 6–4, 6–4                 | Diego Hidalgo Alejandro Tabilo | Paul Jubb Gaël Monfils            | Ben Shelton Alex Michelsen Jakub Menšík Roberto Bautista Agut     |
| 24. června | Rothesay International Eastbourne, Spojené království ATP 250 tráva – 812 235 € – 28D/16Q/16Č dvouhra • čtyřhra | Taylor Fritz 6–4, 6–3                                | Max Purcell                    | Aleksandar Vukic Billy Harris     | Šang Ťün-čcheng Jošihito Nišioka Miomir Kecmanović Flavio Cobolli |
| 24. června | Rothesay International Eastbourne, Spojené království ATP 250 tráva – 812 235 € – 28D/16Q/16Č dvouhra • čtyřhra | Neal Skupski Michael Venus 4–6, 7–6(7–2), [11–9]     | Matthew Ebden John Peers       | Aleksandar Vukic Billy Harris     | Šang Ťün-čcheng Jošihito Nišioka Miomir Kecmanović Flavio Cobolli |

### Červenec
| Týden od                | Turnaj | Vítězové                                                     | Finalisté                            | Semifinalisté                                          | Čtvrtfinalisté                                                              |
| ----------------------- | --- | ------------------------------------------------------------ | ------------------------------------ | ------------------------------------------------------ | --------------------------------------------------------------------------- |
| 1. července 8. července | Wimbledon Londýn, Spojené království Grand Slam tráva – 20 747 000 £ – 128D/128Q/64Č/32X dvouhra • čtyřhra • mix  | Carlos Alcaraz 6–2, 6–2, 7–6(7–4)                            | Novak Djoković                       | Daniil Medveděv Lorenzo Musetti                        | Jannik Sinner Tommy Paul Taylor Fritz Alex de Minaur                        |
| 1. července 8. července | Wimbledon Londýn, Spojené království Grand Slam tráva – 20 747 000 £ – 128D/128Q/64Č/32X dvouhra • čtyřhra • mix  | Harri Heliövaara Henry Patten 6–7(7–9), 7–6(10–8), 7–6(11–9) | Max Purcell Jordan Thompson          | Daniil Medveděv Lorenzo Musetti                        | Jannik Sinner Tommy Paul Taylor Fritz Alex de Minaur                        |
| 1. července 8. července | Wimbledon Londýn, Spojené království Grand Slam tráva – 20 747 000 £ – 128D/128Q/64Č/32X dvouhra • čtyřhra • mix  | Jan Zieliński Sie Šu-wej 6–4, 6–2                            | Santiago González Giuliana Olmosová  | Daniil Medveděv Lorenzo Musetti                        | Jannik Sinner Tommy Paul Taylor Fritz Alex de Minaur                        |
| 15. července            | Hamburg Open Hamburk, Německo ATP 500 antuka – 2 047 730 € –32D/16Q/16Č dvouhra • čtyřhra                         | Arthur Fils 6–3, 3–6, 7–6(7–1)                               | Alexander Zverev                     | Pedro Martínez Sebastián Báez                          | Čang Č’-čen Francisco Cerúndolo Luciano Darderi Holger Rune                 |
| 15. července            | Hamburg Open Hamburk, Německo ATP 500 antuka – 2 047 730 € –32D/16Q/16Č dvouhra • čtyřhra                         | Kevin Krawietz Tim Pütz 7–6(10–8), 6–2                       | Fabien Reboul Édouard Roger-Vasselin | Pedro Martínez Sebastián Báez                          | Čang Č’-čen Francisco Cerúndolo Luciano Darderi Holger Rune                 |
| 15. července            | Infosys Hall of Fame Open Newport, Spojené státy ATP 250 tráva – 742 350 € – 28D/16Q/16Č dvouhra • čtyřhra        | Marcos Giron 6–7(4–7), 6–3, 7–5                              | Alex Michelsen                       | Reilly Opelka Christopher Eubanks                      | Mackenzie McDonald Aleksandar Kovacevic Aleksandar Vukic Alex Bolt          |
| 15. července            | Infosys Hall of Fame Open Newport, Spojené státy ATP 250 tráva – 742 350 € – 28D/16Q/16Č dvouhra • čtyřhra        | André Göransson Sem Verbeek 6–3, 6–4                         | Robert Cash JJ Tracy                 | Reilly Opelka Christopher Eubanks                      | Mackenzie McDonald Aleksandar Kovacevic Aleksandar Vukic Alex Bolt          |
| 15. července            | Nordea Open Båstad, Švédsko ATP 250 antuka – 651 865 € – 28D/16Q/16Č dvouhra • čtyřhra                            | Nuno Borges 6–3, 6–2                                         | Rafael Nadal                         | Thiago Agustín Tirante Duje Ajduković                  | Roberto Carballés Baena Timofej Skatov Mariano Navone Thiago Monteiro       |
| 15. července            | Nordea Open Båstad, Švédsko ATP 250 antuka – 651 865 € – 28D/16Q/16Č dvouhra • čtyřhra                            | Orlando Luz Rafael Matos 7–5, 6–4                            | Manuel Guinard Grégoire Jacq         | Thiago Agustín Tirante Duje Ajduković                  | Roberto Carballés Baena Timofej Skatov Mariano Navone Thiago Monteiro       |
| 15. července            | EFG Swiss Open Gstaad Gstaad, Švýcarsko ATP 250 antuka – 651 865 € – 28D/16Q/16Č dvouhra • čtyřhra                | Matteo Berrettini 6–3, 6–1                                   | Quentin Halys                        | Stefanos Tsitsipas Jan-Lennard Struff                  | Fabio Fognini Félix Auger-Aliassime Tomás Martín Etcheverry Gustavo Heide   |
| 15. července            | EFG Swiss Open Gstaad Gstaad, Švýcarsko ATP 250 antuka – 651 865 € – 28D/16Q/16Č dvouhra • čtyřhra                | Juki Bhambri Albano Olivetti 3–6, 6–3, [10–6]                | Ugo Humbert Fabrice Martin           | Stefanos Tsitsipas Jan-Lennard Struff                  | Fabio Fognini Félix Auger-Aliassime Tomás Martín Etcheverry Gustavo Heide   |
| 22. července            | Generali Open Kitzbühel Kitzbühel,Rakousko ATP 250 antuka – 651 865 € – 28D/16Q/16Č dvouhra • čtyřhra             | Matteo Berrettini 7–5, 6–3                                   | Hugo Gaston                          | Facundo Díaz Acosta Yannick Hanfmann                   | Sebastián Báez Pedro Martínez Thiago Seyboth Wild Nicolas Moreno de Alboran |
| 22. července            | Generali Open Kitzbühel Kitzbühel,Rakousko ATP 250 antuka – 651 865 € – 28D/16Q/16Č dvouhra • čtyřhra             | Alexander Erler Andreas Mies 6–3, 3–6, [10–6]                | Constantin Frantzen Hendrik Jebens   | Facundo Díaz Acosta Yannick Hanfmann                   | Sebastián Báez Pedro Martínez Thiago Seyboth Wild Nicolas Moreno de Alboran |
| 22. července            | Plava Laguna Croatia Open Umag Umag, Chorvatsko ATP 250 antuka – 651 865 € – 28D/16Q/16Č dvouhra • čtyřhra        | Francisco Cerúndolo 2–6, 6–4, 7–6(7–5)                       | Lorenzo Musetti                      | Andrej Rubljov Jakub Menšík                            | Fábián Marozsán Lorenzo Sonego Ceng Čchun-sin Dušan Lajović                 |
| 22. července            | Plava Laguna Croatia Open Umag Umag, Chorvatsko ATP 250 antuka – 651 865 € – 28D/16Q/16Č dvouhra • čtyřhra        | Guido Andreozzi Miguel Ángel Reyes-Varela 6–4, 6–2           | Manuel Guinard Grégoire Jacq         | Andrej Rubljov Jakub Menšík                            | Fábián Marozsán Lorenzo Sonego Ceng Čchun-sin Dušan Lajović                 |
| 22. července            | Atlanta Open Atlanta, Spojené státy ATP 250 tvrdý – 841 590 € – 28D/16Q/16Č dvouhra • čtyřhra                     | Jošihito Nišioka 4–6, 7–6(7–2), 6–2                          | Jordan Thompson                      | Šang Ťün-čcheng Arthur Rinderknech                     | Max Purcell Alejandro Davidovich Fokina Frances Tiafoe Mattia Bellucci      |
| 22. července            | Atlanta Open Atlanta, Spojené státy ATP 250 tvrdý – 841 590 € – 28D/16Q/16Č dvouhra • čtyřhra                     | Nathaniel Lammons Jackson Withrow 4–6, 6–4, [12–10]          | André Göransson Sem Verbeek          | Šang Ťün-čcheng Arthur Rinderknech                     | Max Purcell Alejandro Davidovich Fokina Frances Tiafoe Mattia Bellucci      |
| 29. července            | Letní olympijské hry Paříž, Francie antuka – 64D/32Č/16X dvouhra • čtyřhra • mix                                  | Zlatá medaile                                                | Stříbrná medaile                     | Bronzová medaile                                       | 4. místo                                                                    |
| 29. července            | Letní olympijské hry Paříž, Francie antuka – 64D/32Č/16X dvouhra • čtyřhra • mix                                  | Novak Djoković 7–6(7–3), 7–6(7–2)                            | Carlos Alcaraz                       | Lorenzo Musetti 6–4, 1–6, 6–3                          | Félix Auger-Aliassime                                                       |
| 29. července            | Letní olympijské hry Paříž, Francie antuka – 64D/32Č/16X dvouhra • čtyřhra • mix                                  | Matthew Ebden John Peers 6–7(6–8), 7–6(7–1), [10–8]          | Austin Krajicek Rajeev Ram           | Taylor Fritz Tommy Paul 6–3, 6–4                       | Tomáš Macháč Adam Pavlásek                                                  |
| 29. července            | Letní olympijské hry Paříž, Francie antuka – 64D/32Č/16X dvouhra • čtyřhra • mix                                  | Kateřina Siniaková Tomáš Macháč 6–2, 5–7, [10–8]             | Wang Sin-jü Čang Č’-čen              | Gabriela Dabrowská Félix Auger-Aliassime 6–3, 7–6(7–2) | Demi Schuursová Wesley Koolhof                                              |
| 29. července            | Mubadala Citi DC Open Washington, D.C., Spojené státy ATP 500 tvrdý – 2 271 715 $ – 48D/24Q/16Č dvouhra • čtyřhra | Sebastian Korda 4–6, 6–2, 6–0                                | Flavio Cobolli                       | Frances Tiafoe Ben Shelton                             | Andrej Rubljov Jordan Thompson Alex Michelsen Denis Shapovalov              |
| 29. července            | Mubadala Citi DC Open Washington, D.C., Spojené státy ATP 500 tvrdý – 2 271 715 $ – 48D/24Q/16Č dvouhra • čtyřhra | Nathaniel Lammons Jackson Withrow 7–5, 6–3                   | Rafael Matos Marcelo Melo            | Frances Tiafoe Ben Shelton                             | Andrej Rubljov Jordan Thompson Alex Michelsen Denis Shapovalov              |

### Srpen
| Týden od          | Turnaj | Vítězové                                         | Finalisté                         | Semifinalisté                    | Čtvrtfinalisté                                                  |
| ----------------- | --- | ------------------------------------------------ | --------------------------------- | -------------------------------- | --------------------------------------------------------------- |
| 5. srpna          | National Bank Open Montréal, Kanada ATP Masters 1000 tvrdý – 8 122 428 $ – 56D/28Q/32Č dvouhra • čtyřhra  | Alexei Popyrin 6–2, 6–4                          | Andrej Rubljov                    | Matteo Arnaldi Sebastian Korda   | Jannik Sinner Kei Nišikori Hubert Hurkacz Alexander Zverev      |
| 5. srpna          | National Bank Open Montréal, Kanada ATP Masters 1000 tvrdý – 8 122 428 $ – 56D/28Q/32Č dvouhra • čtyřhra  | Marcel Granollers Horacio Zeballos 6–2, 7–6(7–4) | Rajeev Ram Joe Salisbury          | Matteo Arnaldi Sebastian Korda   | Jannik Sinner Kei Nišikori Hubert Hurkacz Alexander Zverev      |
| 12. srpna         | Cincinnati Open Mason, Spojené státy ATP Masters 1000 tvrdý – 7 909 030 $ – 56D/28Q/32Č dvouhra • čtyřhra | Jannik Sinner 7–6(7–4), 6–2                      | Frances Tiafoe                    | Alexander Zverev Holger Rune     | Andrej Rubljov Ben Shelton Hubert Hurkacz Jack Draper           |
| 12. srpna         | Cincinnati Open Mason, Spojené státy ATP Masters 1000 tvrdý – 7 909 030 $ – 56D/28Q/32Č dvouhra • čtyřhra | Marcelo Arévalo Mate Pavić 6–2, 6–4              | Mackenzie McDonald Alex Michelsen | Alexander Zverev Holger Rune     | Andrej Rubljov Ben Shelton Hubert Hurkacz Jack Draper           |
| 19. srpna         | Winston-Salem Open Winston-Salem, Spojené státy ATP 250 tvrdý – 867 750 $ – 48D/16Q/16Č dvouhra • čtyřhra | Lorenzo Sonego 6–0, 6–3                          | Alex Michelsen                    | David Goffin Pablo Carreño Busta | Rinky Hijikata Pavel Kotov Learner Tien Christopher Eubanks     |
| 19. srpna         | Winston-Salem Open Winston-Salem, Spojené státy ATP 250 tvrdý – 867 750 $ – 48D/16Q/16Č dvouhra • čtyřhra | Nathaniel Lammons Jackson Withrow 6–4, 6–3       | Julian Cash Robert Galloway       | David Goffin Pablo Carreño Busta | Rinky Hijikata Pavel Kotov Learner Tien Christopher Eubanks     |
| 26. srpna 2. září | US Open New York, Spojené státy Grand Slam tvrdý – 33 977 000 $ 128D/128Q/64Č/32X dvouhra • čtyřhra • mix | Jannik Sinner 6–3, 6–4, 7–5                      | Taylor Fritz                      | Jack Draper Frances Tiafoe       | Daniil Medveděv Alex de Minaur Alexander Zverev Grigor Dimitrov |
| 26. srpna 2. září | US Open New York, Spojené státy Grand Slam tvrdý – 33 977 000 $ 128D/128Q/64Č/32X dvouhra • čtyřhra • mix | Max Purcell Jordan Thompson 6–4, 7–6(7–4)        | Kevin Krawietz Tim Pütz           | Jack Draper Frances Tiafoe       | Daniil Medveděv Alex de Minaur Alexander Zverev Grigor Dimitrov |
| 26. srpna 2. září | US Open New York, Spojené státy Grand Slam tvrdý – 33 977 000 $ 128D/128Q/64Č/32X dvouhra • čtyřhra • mix | Andrea Vavassori Sara Erraniová 7–6(7–0), 7–5    | Taylor Townsendová Donald Young   | Jack Draper Frances Tiafoe       | Daniil Medveděv Alex de Minaur Alexander Zverev Grigor Dimitrov |

### Září
| Týden od          | Turnaj | Vítězové                                                         | Finalisté                                              | Semifinalisté                            | Čtvrtfinalisté                                                           |
| ----------------- | --- | ---------------------------------------------------------------- | ------------------------------------------------------ | ---------------------------------------- | ------------------------------------------------------------------------ |
| 9. září           | Davis Cup, skupinová fáze finále Bologna, Itálie Valencie, Španělsko Ču-chaj, Čína Manchester, Spojené království tvrdý (h) – 16 týmů | Vítězové skupin Itálie Španělsko Spojené státy Kanada            | 2. místo skupin Nizozemsko Austrálie Německo Argentina |                                          |                                                                          |
| 16. září          | Laver Cup Berlín, Německo tvrdý (h)                                                                                                   | Tým Evropy 13–11                                                 | Tým světa                                              |                                          |                                                                          |
| 16. září          | Chengdu Open Čcheng-tu, Čína ATP 250 tvrdý – 1 269 245 € – 28D/16Q/16Č dvouhra • čtyřhra                                              | Šang Ťün-čcheng 7–6(7–4), 6–1                                    | Lorenzo Musetti                                        | Alibek Kačmazov Yannick Hanfmann         | Adrian Mannarino Nicolás Jarry Pedro Martínez Alexandr Bublik            |
| 16. září          | Chengdu Open Čcheng-tu, Čína ATP 250 tvrdý – 1 269 245 € – 28D/16Q/16Č dvouhra • čtyřhra                                              | Sadio Doumbia Fabien Reboul 6–4, 4–6, [10–4]                     | Juki Bhambri Albano Olivetti                           | Alibek Kačmazov Yannick Hanfmann         | Adrian Mannarino Nicolás Jarry Pedro Martínez Alexandr Bublik            |
| 16. září          | Hangzhou Open Chang-čou, Čína ATP 250 tvrdý (h) – 1 081 395 € – 28D/16Q/16Č dvouhra • čtyřhra                                         | Marin Čilić 7–6(7–5), 7–6(7–5)                                   | Čang Č’-čen                                            | Brandon Nakashima Pu Jün-čchao-kche-tche | Jasutaka Učijama Rinky Hijikata Roberto Carballés Baena Michail Kukuškin |
| 16. září          | Hangzhou Open Chang-čou, Čína ATP 250 tvrdý (h) – 1 081 395 € – 28D/16Q/16Č dvouhra • čtyřhra                                         | Džívan Nedunčežijan Vidžaj Sundar Prašanth 4–6, 7–6(7–5), [10–7] | Constantin Frantzen Hendrik Jebens                     | Brandon Nakashima Pu Jün-čchao-kche-tche | Jasutaka Učijama Rinky Hijikata Roberto Carballés Baena Michail Kukuškin |
| 23. září          | China Open Peking, Čína ATP 500 tvrdý – 3 891 650 € – 32D/16Q/16Č dvouhra • čtyřhra                                                   | Carlos Alcaraz 6–7(6–8), 6–4, 7–6(7–3)                           | Jannik Sinner                                          | Pu Jün-čchao-kche-tche Daniil Medveděv   | Jiří Lehečka Andrej Rubljov Flavio Cobolli Karen Chačanov                |
| 23. září          | China Open Peking, Čína ATP 500 tvrdý – 3 891 650 € – 32D/16Q/16Č dvouhra • čtyřhra                                                   | Simone Bolelli Andrea Vavassori 4–6, 6–3, [10–5]                 | Harri Heliövaara Henry Patten                          | Pu Jün-čchao-kche-tche Daniil Medveděv   | Jiří Lehečka Andrej Rubljov Flavio Cobolli Karen Chačanov                |
| 23. září          | Kinoshita Group Japan Open Tennis Championships Tokio, Japonsko ATP 500 tvrdý (h) – 1 989 865 € – 32D/16Q/16Č dvouhra • čtyřhra       | Arthur Fils 5–7, 7–6(8–6), 6–3                                   | Ugo Humbert                                            | Holger Rune Tomáš Macháč                 | Ben Shelton Kei Nišikori Alex Michelsen Jack Draper                      |
| 23. září          | Kinoshita Group Japan Open Tennis Championships Tokio, Japonsko ATP 500 tvrdý (h) – 1 989 865 € – 32D/16Q/16Č dvouhra • čtyřhra       | Julian Cash Lloyd Glasspool 6–4, 4–6, [12–10]                    | Ariel Behar Robert Galloway                            | Holger Rune Tomáš Macháč                 | Ben Shelton Kei Nišikori Alex Michelsen Jack Draper                      |
| 30. září 7. října | Rolex Shanghai Masters Šanghaj, Čína ATP Masters 1000 tvrdý – 10 298 535 € – 96D/48Q/32Č dvouhra • čtyřhra                            | Jannik Sinner 7–6(7–4), 6–3                                      | Novak Djoković                                         | Tomáš Macháč Taylor Fritz                | Daniil Medveděv Carlos Alcaraz Jakub Menšík David Goffin                 |
| 30. září 7. října | Rolex Shanghai Masters Šanghaj, Čína ATP Masters 1000 tvrdý – 10 298 535 € – 96D/48Q/32Č dvouhra • čtyřhra                            | Wesley Koolhof Nikola Mektić 6–4, 6–4                            | Máximo González Andrés Molteni                         | Tomáš Macháč Taylor Fritz                | Daniil Medveděv Carlos Alcaraz Jakub Menšík David Goffin                 |

### Říjen
| Týden od  | Turnaj | Vítězové                                                       | Finalisté                           | Semifinalisté                        | Čtvrtfinalisté                                                      |
| --------- | --- | -------------------------------------------------------------- | ----------------------------------- | ------------------------------------ | ------------------------------------------------------------------- |
| 14. října | Almaty Open Almaty, Kazachstán ATP 250 tvrdý – 1 117 465 € – 28D/16Q/16Č dvouhra • čtyřhra                  | Karen Chačanov 6–2, 5–7, 6–3                                   | Gabriel Diallo                      | Aleksandar Vukic Francisco Cerúndolo | Frances Tiafoe Bejbit Žukajev Alexandr Ševčenko Alejandro Tabilo    |
| 14. října | Almaty Open Almaty, Kazachstán ATP 250 tvrdý – 1 117 465 € – 28D/16Q/16Č dvouhra • čtyřhra                  | Rithvik Čoudary Bollípalli Ardžun Kadhe 3–6, 7–6(7–3), [14–12] | Nicolás Barrientos Skander Mansúri  | Aleksandar Vukic Francisco Cerúndolo | Frances Tiafoe Bejbit Žukajev Alexandr Ševčenko Alejandro Tabilo    |
| 14. října | European Open Antverpy, Belgie ATP 250 tvrdý (h) – 767 455 € –28D/16Q/16Č dvouhra • čtyřhra                 | Roberto Bautista Agut 7–5, 6–1                                 | Jiří Lehečka                        | Hugo Gaston Marcos Giron             | Alex de Minaur Félix Auger-Aliassime Zizou Bergs Stefanos Tsitsipas |
| 14. října | European Open Antverpy, Belgie ATP 250 tvrdý (h) – 767 455 € –28D/16Q/16Č dvouhra • čtyřhra                 | Alexander Erler Lucas Miedler 6–4, 1–6, [10–8]                 | Robert Galloway Oleksandr Nedověsov | Hugo Gaston Marcos Giron             | Alex de Minaur Félix Auger-Aliassime Zizou Bergs Stefanos Tsitsipas |
| 14. října | BNP Paribas Nordic Open Stockholm, Švédsko ATP 250 tvrdý (h) – 767 455 € – 28D/16Q/16Č dvouhra • čtyřhra    | Tommy Paul 6–4, 6–3                                            | Grigor Dimitrov                     | Stan Wawrinka Tallon Griekspoor      | Andrej Rubljov Miomir Kecmanović Dominic Stricker Casper Ruud       |
| 14. října | BNP Paribas Nordic Open Stockholm, Švédsko ATP 250 tvrdý (h) – 767 455 € – 28D/16Q/16Č dvouhra • čtyřhra    | Harri Heliövaara Henry Patten 7–5, 6–3                         | Petr Nouza Patrik Rikl              | Stan Wawrinka Tallon Griekspoor      | Andrej Rubljov Miomir Kecmanović Dominic Stricker Casper Ruud       |
| 21. října | Swiss Indoors Basel Basilej, Švýcarsko ATP 500 tvrdý (h) – 2 540 835 € – 32D/16Q/16Č dvouhra • čtyřhra      | Giovanni Mpetshi Perricard 6–4, 7–6(7–4)                       | Ben Shelton                         | Arthur Fils Holger Rune              | Andrej Rubljov Stefanos Tsitsipas David Goffin Denis Shapovalov     |
| 21. října | Swiss Indoors Basel Basilej, Švýcarsko ATP 500 tvrdý (h) – 2 540 835 € – 32D/16Q/16Č dvouhra • čtyřhra      | Jamie Murray John Peers 6–3, 7–5                               | Wesley Koolhof Nikola Mektić        | Arthur Fils Holger Rune              | Andrej Rubljov Stefanos Tsitsipas David Goffin Denis Shapovalov     |
| 21. října | Erste Bank Open Vídeň, Rakousko ATP 500 tvrdý (h) – 2 626 045 € – 32D/16Q/16Č dvouhra • čtyřhra             | Jack Draper 6–4, 7–5                                           | Karen Chačanov                      | Lorenzo Musetti Alex de Minaur       | Alexander Zverev Tomáš Macháč Matteo Berrettini Jakub Menšík        |
| 21. října | Erste Bank Open Vídeň, Rakousko ATP 500 tvrdý (h) – 2 626 045 € – 32D/16Q/16Č dvouhra • čtyřhra             | Alexander Erler Lucas Miedler 4–6, 6–3, [10–1]                 | Neal Skupski Michael Venus          | Lorenzo Musetti Alex de Minaur       | Alexander Zverev Tomáš Macháč Matteo Berrettini Jakub Menšík        |
| 28. října | Rolex Paris Masters Paříž, Francie ATP Masters 1000 tvrdý (h) – 6 946 835 € – 56D/28Q/32Č dvouhra • čtyřhra | Alexander Zverev 6–2, 6–2                                      | Ugo Humbert                         | Holger Rune Karen Chačanov           | Alex de Minaur Stefanos Tsitsipas Grigor Dimitrov Jordan Thompson   |
| 28. října | Rolex Paris Masters Paříž, Francie ATP Masters 1000 tvrdý (h) – 6 946 835 € – 56D/28Q/32Č dvouhra • čtyřhra | Wesley Koolhof Nikola Mektić 3–6, 6–3, [10–5]                  | Lloyd Glasspool Adam Pavlásek       | Holger Rune Karen Chačanov           | Alex de Minaur Stefanos Tsitsipas Grigor Dimitrov Jordan Thompson   |

### Listopad
| Týden od      | Turnaj                                                                                       | Vítězové                                      | Finalisté                             | Semifinalisté                  | Čtvrtfinalisté                                                                |
| ------------- | -------------------------------------------------------------------------------------------- | --------------------------------------------- | ------------------------------------- | ------------------------------ | ----------------------------------------------------------------------------- |
| 4. listopadu  | Belgrade Open Bělehrad, Srbsko ATP 250 tvrdý (h) – 829 365 € – 28D/16Q/16Č dvouhra • čtyřhra | Denis Shapovalov 6–4, 6–4                     | Hamad Medjedović                      | Laslo Djere Jiří Lehečka       | Fábián Marozsán Francisco Cerúndolo Lukáš Klein Christopher O'Connell         |
| 4. listopadu  | Belgrade Open Bělehrad, Srbsko ATP 250 tvrdý (h) – 829 365 € – 28D/16Q/16Č dvouhra • čtyřhra | Jamie Murray John Peers 3–6, 7–6(7–5), [11–9] | Ivan Dodig Skander Mansúri            | Laslo Djere Jiří Lehečka       | Fábián Marozsán Francisco Cerúndolo Lukáš Klein Christopher O'Connell         |
| 4. listopadu  | Moselle Open Mety, Francie ATP 250 tvrdý (h) – 651 865 € – 28D/16Q/16Č dvouhra • čtyřhra     | Benjamin Bonzi 7–6(8–6), 6–4                  | Cameron Norrie                        | Corentin Moutet Alex Michelsen | Andrej Rubljov Zizou Bergs Pu Jün-čchao-kche-tche Quentin Halys               |
| 4. listopadu  | Moselle Open Mety, Francie ATP 250 tvrdý (h) – 651 865 € – 28D/16Q/16Č dvouhra • čtyřhra     | Sander Arends Luke Johnson 6–4, 3–6, [10–3]   | Pierre-Hugues Herbert Albano Olivetti | Corentin Moutet Alex Michelsen | Andrej Rubljov Zizou Bergs Pu Jün-čchao-kche-tche Quentin Halys               |
| 11. listopadu | ATP Finals Turín, Itálie ATP Finals tvrdý (h) – 15 250 000 $ – 8D/8Č (ZS) dvouhra • čtyřhra  | Jannik Sinner 6–4, 6–4                        | Taylor Fritz                          | Casper Ruud Alexander Zverev   | Základní skupina Daniil Medveděv Alex de Minaur Carlos Alcaraz Andrej Rubljov |
| 11. listopadu | ATP Finals Turín, Itálie ATP Finals tvrdý (h) – 15 250 000 $ – 8D/8Č (ZS) dvouhra • čtyřhra  | Kevin Krawietz Tim Pütz 7–6(7–5), 7–6(8–6)    | Marcelo Arévalo Mate Pavić            | Casper Ruud Alexander Zverev   | Základní skupina Daniil Medveděv Alex de Minaur Carlos Alcaraz Andrej Rubljov |
| 18. listopadu | Davis Cup, vyřazovací fáze finále Malaga, Španělsko tvrdý (h) – 9 600 000 $ – 8 týmů         | Itálie 2–0                                    | Nizozemsko                            | Austrálie Německo              | Argentina Spojené státy Kanada Španělsko                                      |

### Prosinec
| Týden od     | Turnaj | Vítězové                              | Finalisté    | Semifinalisté                  | Čtvrtfinalisté                                                                |
| ------------ | --- | ------------------------------------- | ------------ | ------------------------------ | ----------------------------------------------------------------------------- |
| 16. prosince | Next Gen ATP Finals Džidda, Sáudská Arábie Next Generation ATP Finals tvrdý (h) – 2 050 000 $ – 8D (ZS) dvouhra | João Fonseca 2–4, 4–3(10–8), 4–0, 4–2 | Learner Tien | Luca Van Assche Alex Michelsen | Základní skupina Arthur Fils Jakub Menšík Nishesh Basavareddy Šang Ťün-čcheng |

## Statistiky

### Tituly podle tenistů
|        |                                  | Grand Slam | Grand Slam | Grand Slam | Olympijské hry | Olympijské hry | Olympijské hry | Turnaj mistrů | Turnaj mistrů | ATP 1000 | ATP 1000 | ATP 500 | ATP 500 | ATP 250 | ATP 250 | Celkem | Celkem | Celkem |
| Celkem | Tenista                          | D          | Č          | X          | D              | Č              | X              | D             | Č             | D        | Č        | D       | Č       | D       | Č       | D      | Č      | X      |
| ------ | -------------------------------- | ---------- | ---------- | ---------- | -------------- | -------------- | -------------- | ------------- | ------------- | -------- | -------- | ------- | ------- | ------- | ------- | ------ | ------ | ------ |
| 8      | Jannik Sinner (ITA)              | ●          |            |            |                |                |                | ●             |               | ●        |          | ●       |         |         |         | 8      | 0      | 0      |
| 6      | Jordan Thompson (AUS)            |            | ●          |            |                |                |                |               |               |          | ●        |         |         | ●       | ●       | 1      | 5      | 0      |
| 5      | Wesley Koolhof (NED)             |            |            |            |                |                |                |               |               |          | ●        |         | ●       |         | ●       | 0      | 5      | 0      |
| 5      | Nikola Mektić (CRO)              |            |            |            |                |                |                |               |               |          | ●        |         | ●       |         | ●       | 0      | 5      | 0      |
| 4      | Carlos Alcaraz (ESP)             | ●          |            |            |                |                |                |               |               | ●        |          | ●       |         |         |         | 4      | 0      | 0      |
| 4      | Marcelo Arévalo (ESA)            |            | ●          |            |                |                |                |               |               |          | ●        |         |         |         | ●       | 0      | 4      | 0      |
| 4      | Mate Pavić (CRO)                 |            | ●          |            |                |                |                |               |               |          | ●        |         |         |         | ●       | 0      | 4      | 0      |
| 4      | Andrea Vavassori (ITA)           |            |            | ●          |                |                |                |               |               |          |          |         | ●       |         | ●       | 0      | 3      | 1      |
| 4      | Harri Heliövaara (FIN)           |            | ●          |            |                |                |                |               |               |          |          |         |         |         | ●       | 0      | 4      | 0      |
| 4      | Henry Patten (GBR)               |            | ●          |            |                |                |                |               |               |          |          |         |         |         | ●       | 0      | 4      | 0      |
| 4      | Max Purcell (AUS)                |            | ●          |            |                |                |                |               |               |          |          |         |         |         | ●       | 0      | 4      | 0      |
| 4      | Nathaniel Lammons (USA)          |            |            |            |                |                |                |               |               |          |          |         | ●       |         | ●       | 0      | 4      | 0      |
| 4      | Jackson Withrow (USA)            |            |            |            |                |                |                |               |               |          |          |         | ●       |         | ●       | 0      | 4      | 0      |
| 3      | Jan Zieliński (POL)              |            |            | ●          |                |                |                |               |               |          |          |         | ●       |         |         | 0      | 1      | 2      |
| 3      | Matthew Ebden (AUS)              |            | ●          |            |                | ●              |                |               |               |          | ●        |         |         |         |         | 0      | 3      | 0      |
| 3      | John Peers (AUS)                 |            |            |            |                | ●              |                |               |               |          |          |         | ●       |         | ●       | 0      | 3      | 0      |
| 3      | Simone Bolelli (ITA)             |            |            |            |                |                |                |               |               |          |          |         | ●       |         | ●       | 0      | 3      | 0      |
| 3      | Tommy Paul (USA)                 |            |            |            |                |                |                |               |               |          |          | ●       |         | ●       |         | 3      | 0      | 0      |
| 3      | Julian Cash (GBR)                |            |            |            |                |                |                |               |               |          |          |         | ●       |         | ●       | 0      | 3      | 0      |
| 3      | Alexander Erler (AUT)            |            |            |            |                |                |                |               |               |          |          |         | ●       |         | ●       | 0      | 3      | 0      |
| 3      | Rafael Matos (BRA)               |            |            |            |                |                |                |               |               |          |          |         | ●       |         | ●       | 0      | 3      | 0      |
| 3      | Jamie Murray (GBR)               |            |            |            |                |                |                |               |               |          |          |         | ●       |         | ●       | 0      | 3      | 0      |
| 3      | Michael Venus (NZL)              |            |            |            |                |                |                |               |               |          |          |         | ●       |         | ●       | 0      | 3      | 0      |
| 3      | Matteo Berrettini (ITA)          |            |            |            |                |                |                |               |               |          |          |         |         | ●       |         | 3      | 0      | 0      |
| 3      | Alejandro Tabilo (CHI)           |            |            |            |                |                |                |               |               |          |          |         |         | ●       | ●       | 2      | 1      | 0      |
| 3      | Sadio Doumbia (FRA)              |            |            |            |                |                |                |               |               |          |          |         |         |         | ●       | 0      | 3      | 0      |
| 3      | Fabien Reboul (FRA)              |            |            |            |                |                |                |               |               |          |          |         |         |         | ●       | 0      | 3      | 0      |
| 2      | Rohan Bopanna (IND)              |            | ●          |            |                |                |                |               |               |          | ●        |         |         |         |         | 0      | 2      | 0      |
| 2      | Tomáš Macháč (CZE)               |            |            |            |                |                | ●              |               |               |          |          |         |         |         | ●       | 0      | 1      | 1      |
| 2      | Kevin Krawietz (GER)             |            |            |            |                |                |                |               | ●             |          |          |         | ●       |         |         | 0      | 2      | 0      |
| 2      | Tim Pütz (GER)                   |            |            |            |                |                |                |               | ●             |          |          |         | ●       |         |         | 0      | 2      | 0      |
| 2      | Alexander Zverev (GER)           |            |            |            |                |                |                |               |               | ●        |          |         |         |         |         | 2      | 0      | 0      |
| 2      | Marcel Granollers (ESP)          |            |            |            |                |                |                |               |               |          | ●        |         |         |         |         | 0      | 2      | 0      |
| 2      | Horacio Zeballos (ARG)           |            |            |            |                |                |                |               |               |          | ●        |         |         |         |         | 0      | 2      | 0      |
| 2      | Sebastian Korda (USA)            |            |            |            |                |                |                |               |               |          | ●        | ●       |         |         |         | 1      | 1      | 0      |
| 2      | Andrej Rubljov                   |            |            |            |                |                |                |               |               | ●        |          |         |         | ●       |         | 2      | 0      | 0      |
| 2      | Arthur Fils (FRA)                |            |            |            |                |                |                |               |               |          |          | ●       |         |         |         | 2      | 0      | 0      |
| 2      | Sebastián Báez (ARG)             |            |            |            |                |                |                |               |               |          |          | ●       |         | ●       |         | 2      | 0      | 0      |
| 2      | Alex de Minaur (AUS)             |            |            |            |                |                |                |               |               |          |          | ●       |         | ●       |         | 2      | 0      | 0      |
| 2      | Jack Draper (GBR)                |            |            |            |                |                |                |               |               |          |          | ●       |         | ●       |         | 2      | 0      | 0      |
| 2      | Ugo Humbert (FRA)                |            |            |            |                |                |                |               |               |          |          | ●       |         | ●       |         | 2      | 0      | 0      |
| 2      | Giovanni Mpetshi Perricard (FRA) |            |            |            |                |                |                |               |               |          |          | ●       |         | ●       |         | 2      | 0      | 0      |
| 2      | Casper Ruud (NOR)                |            |            |            |                |                |                |               |               |          |          | ●       |         | ●       |         | 2      | 0      | 0      |
| 2      | Jan-Lennard Struff (GER)         |            |            |            |                |                |                |               |               |          |          |         | ●       | ●       |         | 1      | 1      | 0      |
| 2      | Lloyd Glasspool (GBR)            |            |            |            |                |                |                |               |               |          |          |         | ●       |         | ●       | 0      | 2      | 0      |
| 2      | Máximo González (ARG)            |            |            |            |                |                |                |               |               |          |          |         | ●       |         | ●       | 0      | 2      | 0      |
| 2      | Lucas Miedler (AUT)              |            |            |            |                |                |                |               |               |          |          |         | ●       |         | ●       | 0      | 2      | 0      |
| 2      | Andrés Molteni (ARG)             |            |            |            |                |                |                |               |               |          |          |         | ●       |         | ●       | 0      | 2      | 0      |
| 2      | Neal Skupski (GBR)               |            |            |            |                |                |                |               |               |          |          |         | ●       |         | ●       | 0      | 2      | 0      |
| 2      | Taylor Fritz (USA)               |            |            |            |                |                |                |               |               |          |          |         |         | ●       |         | 2      | 0      | 0      |
| 2      | Karen Chačanov                   |            |            |            |                |                |                |               |               |          |          |         |         | ●       |         | 2      | 0      | 0      |
| 2      | Juki Bhambri (IND)               |            |            |            |                |                |                |               |               |          |          |         |         |         | ●       | 0      | 2      | 0      |
| 2      | Robert Galloway (USA)            |            |            |            |                |                |                |               |               |          |          |         |         |         | ●       | 0      | 2      | 0      |
| 2      | Albano Olivetti (FRA)            |            |            |            |                |                |                |               |               |          |          |         |         |         | ●       | 0      | 2      | 0      |
| 1      | Édouard Roger-Vasselin (FRA)     |            |            | ●          |                |                |                |               |               |          |          |         |         |         |         | 0      | 0      | 1      |
| 1      | Novak Djoković (SRB)             |            |            |            | ●              |                |                |               |               |          |          |         |         |         |         | 1      | 0      | 0      |
| 1      | Alexei Popyrin (AUS)             |            |            |            |                |                |                |               |               | ●        |          |         |         |         |         | 1      | 0      | 0      |
| 1      | Stefanos Tsitsipas (GRE)         |            |            |            |                |                |                |               |               | ●        |          |         |         |         |         | 1      | 0      | 0      |
| 1      | Sander Gillé (BEL)               |            |            |            |                |                |                |               |               |          | ●        |         |         |         |         | 0      | 1      | 0      |
| 1      | Joran Vliegen (BEL)              |            |            |            |                |                |                |               |               |          | ●        |         |         |         |         | 0      | 1      | 0      |
| 1      | Nicolás Barrientos (COL)         |            |            |            |                |                |                |               |               |          |          |         | ●       |         |         | 0      | 1      | 0      |
| 1      | Tallon Griekspoor (NED)          |            |            |            |                |                |                |               |               |          |          |         | ●       |         |         | 0      | 1      | 0      |
| 1      | Hugo Nys (MON)                   |            |            |            |                |                |                |               |               |          |          |         | ●       |         |         | 0      | 1      | 0      |
| 1      | Roberto Bautista Agut (ESP)      |            |            |            |                |                |                |               |               |          |          |         |         | ●       |         | 1      | 0      | 0      |
| 1      | Benjamin Bonzi (FRA)             |            |            |            |                |                |                |               |               |          |          |         |         | ●       |         | 1      | 0      | 0      |
| 1      | Nuno Borges (POR)                |            |            |            |                |                |                |               |               |          |          |         |         | ●       |         | 1      | 0      | 0      |
| 1      | Alexandr Bublik (KAZ)            |            |            |            |                |                |                |               |               |          |          |         |         | ●       |         | 1      | 0      | 0      |
| 1      | Francisco Cerúndolo (ARG)        |            |            |            |                |                |                |               |               |          |          |         |         | ●       |         | 1      | 0      | 0      |
| 1      | Marin Čilić (CRO)                |            |            |            |                |                |                |               |               |          |          |         |         | ●       |         | 1      | 0      | 0      |
| 1      | Luciano Darderi (ITA)            |            |            |            |                |                |                |               |               |          |          |         |         | ●       |         | 1      | 0      | 0      |
| 1      | Facundo Díaz Acosta (ARG)        |            |            |            |                |                |                |               |               |          |          |         |         | ●       |         | 1      | 0      | 0      |
| 1      | Grigor Dimitrov (BUL)            |            |            |            |                |                |                |               |               |          |          |         |         | ●       |         | 1      | 0      | 0      |
| 1      | Márton Fucsovics (HUN)           |            |            |            |                |                |                |               |               |          |          |         |         | ●       |         | 1      | 0      | 0      |
| 1      | Marcos Giron (USA)               |            |            |            |                |                |                |               |               |          |          |         |         | ●       |         | 1      | 0      | 0      |
| 1      | Hubert Hurkacz (POL)             |            |            |            |                |                |                |               |               |          |          |         |         | ●       |         | 1      | 0      | 0      |
| 1      | Jiří Lehečka (CZE)               |            |            |            |                |                |                |               |               |          |          |         |         | ●       |         | 1      | 0      | 0      |
| 1      | Jošihito Nišioka (JPN)           |            |            |            |                |                |                |               |               |          |          |         |         | ●       |         | 1      | 0      | 0      |
| 1      | Šang Ťün-čcheng (CHN)            |            |            |            |                |                |                |               |               |          |          |         |         | ●       |         | 1      | 0      | 0      |
| 1      | Denis Shapovalov (CAN)           |            |            |            |                |                |                |               |               |          |          |         |         | ●       |         | 1      | 0      | 0      |
| 1      | Ben Shelton (USA)                |            |            |            |                |                |                |               |               |          |          |         |         | ●       |         | 1      | 0      | 0      |
| 1      | Lorenzo Sonego (ITA)             |            |            |            |                |                |                |               |               |          |          |         |         | ●       |         | 1      | 0      | 0      |
| 1      | Guido Andreozzi (ARG)            |            |            |            |                |                |                |               |               |          |          |         |         |         | ●       | 0      | 1      | 0      |
| 1      | Sander Arends (NED)              |            |            |            |                |                |                |               |               |          |          |         |         |         | ●       | 0      | 1      | 0      |
| 1      | Tomás Barrios Vera (CHI)         |            |            |            |                |                |                |               |               |          |          |         |         |         | ●       | 0      | 1      | 0      |
| 1      | Rithvik Čoudary Bollípalli (IND) |            |            |            |                |                |                |               |               |          |          |         |         |         | ●       | 0      | 1      | 0      |
| 1      | Gonzalo Escobar (ECU)            |            |            |            |                |                |                |               |               |          |          |         |         |         | ●       | 0      | 1      | 0      |
| 1      | André Göransson (SWE)            |            |            |            |                |                |                |               |               |          |          |         |         |         | ●       | 0      | 1      | 0      |
| 1      | Luke Johnson (GBR)               |            |            |            |                |                |                |               |               |          |          |         |         |         | ●       | 0      | 1      | 0      |
| 1      | Ardžun Kadhe (IND)               |            |            |            |                |                |                |               |               |          |          |         |         |         | ●       | 0      | 1      | 0      |
| 1      | Orlando Luz (BRA)                |            |            |            |                |                |                |               |               |          |          |         |         |         | ●       | 0      | 1      | 0      |
| 1      | Marcelo Melo (BRA)               |            |            |            |                |                |                |               |               |          |          |         |         |         | ●       | 0      | 1      | 0      |
| 1      | Andreas Mies (GER)               |            |            |            |                |                |                |               |               |          |          |         |         |         | ●       | 0      | 1      | 0      |
| 1      | Oleksandr Nedověsov (KAZ)        |            |            |            |                |                |                |               |               |          |          |         |         |         | ●       | 0      | 1      | 0      |
| 1      | Džívan Nedunčežijan (IND)        |            |            |            |                |                |                |               |               |          |          |         |         |         | ●       | 0      | 1      | 0      |
| 1      | Vidžaj Sundar Prašanth (IND)     |            |            |            |                |                |                |               |               |          |          |         |         |         | ●       | 0      | 1      | 0      |
| 1      | Rajeev Ram (USA)                 |            |            |            |                |                |                |               |               |          |          |         |         |         | ●       | 0      | 1      | 0      |
| 1      | Miguel Ángel Reyes-Varela (MEX)  |            |            |            |                |                |                |               |               |          |          |         |         |         | ●       | 0      | 1      | 0      |
| 1      | Jean-Julien Rojer (NED)          |            |            |            |                |                |                |               |               |          |          |         |         |         | ●       | 0      | 1      | 0      |
| 1      | Joe Salisbury (GBR)              |            |            |            |                |                |                |               |               |          |          |         |         |         | ●       | 0      | 1      | 0      |
| 1      | Sem Verbeek (NED)                |            |            |            |                |                |                |               |               |          |          |         |         |         | ●       | 0      | 1      | 0      |
| 1      | Čang Č’-čen (CHN)                |            |            |            |                |                |                |               |               |          |          |         |         |         | ●       | 0      | 1      | 0      |

### Tituly podle států
|        |                        | Grand Slam | Grand Slam | Grand Slam | Olympijské hry | Olympijské hry | Olympijské hry | Turnaj mistrů | Turnaj mistrů | ATP 1000 | ATP 1000 | ATP 500 | ATP 500 | ATP 250 | ATP 250 | Celkem | Celkem | Celkem |
| Celkem | Stát                   | D          | Č          | X          | D              | Č              | X              | D             | Č             | D        | Č        | D       | Č       | D       | Č       | D      | Č      | X      |
| ------ | ---------------------- | ---------- | ---------- | ---------- | -------------- | -------------- | -------------- | ------------- | ------------- | -------- | -------- | ------- | ------- | ------- | ------- | ------ | ------ | ------ |
| 17     | Itálie                 | 2          |            | 1          |                |                |                | 1             |               | 3        |          | 2       | 2       | 5       | 1       | 13     | 3      | 1      |
| 17     | Spojené království     |            | 1          |            |                |                |                |               |               |          |          | 1       | 3       | 1       | 11      | 2      | 15     | 0      |
| 16     | Spojené státy americké |            |            |            |                |                |                |               |               |          | 1        | 2       | 1       | 6       | 6       | 8      | 8      | 0      |
| 14     | Austrálie              |            | 2          |            |                | 1              |                |               |               | 1        | 2        | 1       | 1       | 2       | 4       | 4      | 10     | 0      |
| 13     | Francie                |            |            | 1          |                |                |                |               |               |          |          | 4       |         | 3       | 5       | 7      | 5      | 1      |
| 10     | Chorvatsko             |            | 1          |            |                |                |                |               |               |          | 4        |         | 1       | 1       | 3       | 1      | 9      | 0      |
| 9      | Nizozemsko             |            |            |            |                |                |                |               |               |          | 3        |         | 2       |         | 4       | 0      | 9      | 0      |
| 9      | Argentina              |            |            |            |                |                |                |               |               |          | 2        | 1       | 1       | 3       | 2       | 4      | 5      | 0      |
| 7      | Španělsko              | 2          |            |            |                |                |                |               |               | 1        | 2        | 1       |         | 1       |         | 5      | 2      | 0      |
| 7      | Německo                |            |            |            |                |                |                |               | 1             | 2        |          |         | 2       | 1       | 1       | 3      | 4      | 0      |
| 6      | Indie                  |            | 1          |            |                |                |                |               |               |          | 1        |         |         |         | 4       | 0      | 6      | 0      |
| 4      | Polsko                 |            |            | 2          |                |                |                |               |               |          |          |         | 1       | 1       |         | 1      | 1      | 2      |
| 4      | Salvador               |            | 1          |            |                |                |                |               |               |          | 1        |         |         |         | 2       | 0      | 4      | 0      |
| 4      | Finsko                 |            | 1          |            |                |                |                |               |               |          |          |         |         |         | 3       | 0      | 4      | 0      |
| 3      | Česko                  |            |            |            |                |                | 1              |               |               |          |          |         |         | 1       | 1       | 1      | 1      | 1      |
| 3      | Rakousko               |            |            |            |                |                |                |               |               |          |          |         | 1       |         | 2       | 0      | 3      | 0      |
| 3      | Brazílie               |            |            |            |                |                |                |               |               |          |          |         | 1       |         | 2       | 0      | 3      | 0      |
| 3      | Nový Zéland            |            |            |            |                |                |                |               |               |          |          |         | 1       |         | 2       | 0      | 3      | 0      |
| 3      | Chile                  |            |            |            |                |                |                |               |               |          |          |         |         | 2       | 1       | 2      | 1      | 0      |
| 2      | Norsko                 |            |            |            |                |                |                |               |               |          |          | 1       |         | 1       |         | 2      | 0      | 0      |
| 2      | Čína                   |            |            |            |                |                |                |               |               |          |          |         |         | 1       | 1       | 1      | 1      | 0      |
| 2      | Kazachstán             |            |            |            |                |                |                |               |               |          |          |         |         | 1       | 1       | 1      | 1      | 0      |
| 1      | Srbsko                 |            |            |            | 1              |                |                |               |               |          |          |         |         |         |         | 1      | 0      | 0      |
| 1      | Řecko                  |            |            |            |                |                |                |               |               | 1        |          |         |         |         |         | 1      | 0      | 0      |
| 1      | Belgie                 |            |            |            |                |                |                |               |               |          | 1        |         |         |         |         | 0      | 1      | 0      |
| 1      | Kolumbie               |            |            |            |                |                |                |               |               |          |          |         | 1       |         |         | 0      | 1      | 0      |
| 1      | Monako                 |            |            |            |                |                |                |               |               |          |          |         | 1       |         |         | 0      | 1      | 0      |
| 1      | Bulharsko              |            |            |            |                |                |                |               |               |          |          |         |         | 1       |         | 1      | 0      | 0      |
| 1      | Kanada                 |            |            |            |                |                |                |               |               |          |          |         |         | 1       |         | 1      | 0      | 0      |
| 1      | Maďarsko               |            |            |            |                |                |                |               |               |          |          |         |         | 1       |         | 1      | 0      | 0      |
| 1      | Japonsko               |            |            |            |                |                |                |               |               |          |          |         |         | 1       |         | 1      | 0      | 0      |
| 1      | Portugalsko            |            |            |            |                |                |                |               |               |          |          |         |         | 1       |         | 1      | 0      | 0      |
| 1      | Ekvádor                |            |            |            |                |                |                |               |               |          |          |         |         |         | 1       | 0      | 1      | 0      |
| 1      | Mexiko                 |            |            |            |                |                |                |               |               |          |          |         |         |         | 1       | 0      | 1      | 0      |
| 1      | Švédsko                |            |            |            |                |                |                |               |               |          |          |         |         |         | 1       | 0      | 1      | 0      |

### Premiérové tituly
Hráči, kteří získali první titul ve dvouhře, čtyřhře nebo smíšené čtyřhře:

#### Dvouhra
- Luciano Darderi (21 let a 362 dní) – Córdoba (pavouk)
- Facundo Díaz Acosta (23 let a 65 dní) – Buenos Aires (pavouk)
- Jiří Lehečka (22 let a 66 dní) – Adelaide (pavouk)
- Giovanni Mpetshi Perricard (20 let a 322 dní) – Lyon (pavouk)
- Jan-Lennard Struff (33 let a 362 dní) – Mnichov (pavouk)
- Alejandro Tabilo (26 let a 225 dní) – Auckland (pavouk)
- Jordan Thompson (29 let a 311 dní) – Los Cabos (pavouk)
- Jack Draper (22 let a 177 dní) – Stuttgart (pavouk)
- Nuno Borges (27 let a 153 dní) – Båstad (pavouk)
- Marcos Giron (30 let a 363 dní) – Newport (pavouk)
- Šang Ťün-čcheng (19 let a 235 dní) – Čcheng-tu (pavouk)
- Benjamin Bonzi (28 let a 154 dní) – Mety (pavouk)

#### Čtyřhra
- Nicolás Barrientos (36 let a 307 dní) – Rio de Janeiro (pavouk)
- Čang Č’-čen (27 let a 118 dní) – Marseille (pavouk)
- Julian Cash (27 let a 174 dní) – Delray Beach (pavouk)
- Robert Galloway (31 let a 148 dní) – Delray Beach (pavouk)
- Sebastian Korda (23 let a 304 dní) – Madrid (pavouk)
- Tomáš Macháč (23 let a 121 dní) – Marseille (pavouk)
- Albano Olivetti (32 let a 149 dní) – Mnichov (pavouk)
- Henry Patten (27 let a 336 dní) – Marrákeš (pavouk)
- Tomás Barrios Vera (26 let a 142 dní) – Santiago (pavouk)
- Alejandro Tabilo (26 let a 274 dní) – Santiago (pavouk)
- Orlando Luz (26 let a 164 dní) – Båstad (pavouk)
- Sem Verbeek (30 let a 100 dní) – Newport (pavouk)
- Guido Andreozzi (32 let a 359 dní) – Umag (pavouk)
- Vidžaj Sundar Prašanth (37 let a 333 dní) – Chang-čou (pavouk)
- Rithvik Čoudary Bollípalli (23 let a 277 dní) – Almaty (pavouk)
- Ardžun Kadhe (30 let a 287 dní) – Almaty (pavouk)
- Luke Johnson (30 let a 236 dní) – Mety (pavouk)

#### Smíšená čtyřhra
- Jan Zieliński (27 let a 70 dní) – Australian Open (pavouk)
- Édouard Roger-Vasselin (40 let a 191 dní) – French Open (pavouk)
- Tomáš Macháč (23 let a 294 dní) – Olympijské hry (pavouk)
- Andrea Vavassori (29 let a 123 dní) – US Open (pavouk)

### Obhájené tituly
Hráči, kteří obhájili titul ve dvouhře, čtyřhře nebo smíšené čtyřhře:

#### Dvouhra
- Carlos Alcaraz – Indian Wells (pavouk), Wimbledon (pavouk)
- Taylor Fritz – Delray Beach (pavouk)
- Alex de Minaur - Acapulco (pavouk)

#### Čtyřhra
- Simone Bolelli – Buenos Aires (pavouk)
- Máximo González – Córdoba (pavouk), Barcelona (pavouk)
- Nikola Mektić – Auckland (pavouk)
- Andrés Molteni – Córdoba (pavouk), Barcelona (pavouk)
- Max Purcell – Houston (pavouk)
- Jordan Thompson – Houston (pavouk)
- Kevin Krawietz – Hamburk (pavouk)
- Tim Pütz – Hamburk (pavouk)
- Alexander Erler – Kitzbuhel (pavouk)
- Nathaniel Lammons – Atlanta (pavouk), Winston-Salem (pavouk)
- Jackson Withrow – Atlanta (pavouk), Winston-Salem  (pavouk)
- Sadio Doumbia – Čcheng-tu (pavouk)
- Fabien Reboul – Čcheng-tu (pavouk)

## Žebříček ATP
Konečný žebříček ATP a žebříček ATP Race to Turin pro Turnaj mistrů.

### Dvouhra
Tabulky uvádějí 20 nejvýše postavených tenistú na žebříčku ATP Race to Turin a konečném žebříčku ATP.
| Žebříček ATP Race (11. listopadu 2024) | Žebříček ATP Race (11. listopadu 2024)   | Žebříček ATP Race (11. listopadu 2024) | Žebříček ATP Race (11. listopadu 2024) | Žebříček ATP Race (11. listopadu 2024) |
| Poř.                                   | tenista (✓ – kvalifikován, ✗ – odhlášen) | body                                   | turnajů                                |                                        |
| -------------------------------------- | ---------------------------------------- | -------------------------------------- | -------------------------------------- | -------------------------------------- |
| 1.                                     | Jannik Sinner (ITA) ✓                    | 10 330                                 | 14                                     |                                        |
| 2.                                     | Alexander Zverev (GER) ✓                 | 7 315                                  | 20                                     |                                        |
| 3.                                     | Carlos Alcaraz (ESP) ✓                   | 6 810                                  | 14                                     |                                        |
| 4.                                     | Daniil Medveděv ✓                        | 4 830                                  | 16                                     |                                        |
| 5.                                     | Taylor Fritz (USA) ✓                     | 4 300                                  | 21                                     |                                        |
| 6.                                     | Novak Djoković (SRB) ✗                   | 3 910                                  | 10                                     |                                        |
| 7.                                     | Casper Ruud (NOR) ✓                      | 3 855                                  | 24                                     |                                        |
| 8.                                     | Andrej Rubljov ✓                         | 3 760                                  | 26                                     |                                        |
| 9.                                     | Alex de Minaur (AUS) ✓                   | 3 745                                  | 18                                     |                                        |
| 10.                                    | Grigor Dimitrov (BUL)                    | 3 350                                  | 19                                     |                                        |
| 11.                                    | Stefanos Tsitsipas (GRE)                 | 3 165                                  | 22                                     |                                        |
| 12.                                    | Tommy Paul (USA)                         | 3 145                                  | 20                                     |                                        |
| 13.                                    | Holger Rune (DEN)                        | 3 025                                  | 23                                     |                                        |
| 14.                                    | Ugo Humbert (FRA)                        | 2 765                                  | 24                                     |                                        |
| 15.                                    | Jack Draper (GBR)                        | 2 685                                  | 21                                     |                                        |
| 16.                                    | Hubert Hurkacz (POL)                     | 2 640                                  | 18                                     |                                        |
| 17.                                    | Lorenzo Musetti (ITA)                    | 2 600                                  | 27                                     |                                        |
| 18.                                    | Frances Tiafoe (USA)                     | 2 585                                  | 25                                     |                                        |
| 19.                                    | Karen Chačanov                           | 2 410                                  | 24                                     |                                        |
| 20.                                    | Arthur Fils (FRA)                        | 2 355                                  | 25                                     |                                        |

| 1.  | Jannik Sinner (ITA)      | 11 830 |
| 2.  | Alexander Zverev (GER)   | 7 915  |
| 3.  | Carlos Alcaraz (ESP)     | 7 010  |
| 4.  | Taylor Fritz (USA)       | 5 100  |
| 5.  | Daniil Medveděv          | 5 030  |
| 6.  | Casper Ruud (NOR)        | 4 255  |
| 7.  | Novak Djoković (SRB)     | 3 910  |
| 8.  | Andrej Rubljov           | 3 760  |
| 9.  | Alex de Minaur (AUS)     | 3 745  |
| 10. | Grigor Dimitrov (BUL)    | 3 350  |
| 11. | Stefanos Tsitsipas (GRE) | 3 165  |
| 12. | Tommy Paul (USA)         | 3 145  |
| 13. | Holger Rune (DEN)        | 3 025  |
| 14. | Ugo Humbert (FRA)        | 2 765  |
| 15. | Jack Draper (GBR)        | 2 685  |
| 16. | Hubert Hurkacz (POL)     | 2 640  |
| 17. | Lorenzo Musetti (ITA)    | 2 600  |
| 18. | Frances Tiafoe (USA)     | 2 585  |
| 19. | Karen Chačanov           | 2 410  |
| 20. | Arthur Fils (FRA)        | 2 355  |

#### Světové jedničky
| Světová jednička     | datum nástupu       | datum odchodu     |
| -------------------- | ------------------- | ----------------- |
| Novak Djoković (SRB) | začátek sezóny 2024 | 9. června 2024    |
| Jannik Sinner (ITA)  | 10. června 2024     | konec sezóny 2024 |

#### Nová žebříčková maxima
Singlisté, kteří v sezóně 2024 zaznamenali kariérní maximum v první padesátce žebříčku ATP (ztučnění u jmen hráčů, kteří v první světové desítce debutovali a postavení při novém maximu v Top 10):
- Roman Safiullin (na 36. místo 8. ledna)
- Sebastian Ofner (na 37. místo 8. ledna)
- Jiří Lehečka (na 23. místo 15. ledna)
- Adrian Mannarino (na 17. místo 29. ledna)
- Tomás Martín Etcheverry (na 24. místo 12. února)
- Alexandr Ševčenko (na 45. místo 19. února)
- Dominik Koepfer (na 49. místo 4. března)
- Ugo Humbert (na 13. místo 15. dubna)
- Facundo Díaz Acosta (na 47. místo 22. dubna)
- Alexandr Bublik (na 17. místo 6. května)
- Fábián Marozsán (na 36. místo 6. května)
- Nicolás Jarry (na 16. místo 20. května)
- Jannik Sinner (na 1. místo 10. června)
- Mariano Navone (na 29. místo 10. června)
- Pavel Kotov (na 50. místo 17. června)
- Sebastián Báez (na 18. místo 24. června)
- Alejandro Tabilo (na 19. místo 1. července)
- Alex de Minaur (na 6. místo 15. července)
- Arthur Fils (na 20. místo 22. července)
- Čang Č’-čen (na 31. místo 22. července)
- Hubert Hurkacz (na 6. místo 5. srpna)
- Luciano Darderi (na 32. místo 5. srpna)
- Marcos Giron (na 37. místo 5. srpna)
- Sebastian Korda (na 15. místo 12. srpna)
- Alexei Popyrin (na 23. místo 12. srpna)
- Matteo Arnaldi (na 30. místo 12. srpna))
- Ben Shelton (na 13. místo 19. srpna)
- Nuno Borges (na 30. místo 9. září)
- Flavio Cobolli (na 30. místo 30. září)
- Brandon Nakashima (na 35. místo 30. září)
- Alex Michelsen (na 43. místo 30. září)
- Tomáš Macháč (na 25. místo 14. října)
- Pedro Martínez (na 39. místo 14. října)
- Šang Ťün-čcheng (na 47. místo 21. října)
- Jack Draper (na 15. místo 28. října)
- Jakub Menšík (na 48. místo 28. října)
- Jordan Thompson (na 26. místo 4. listopadu)
- Giovanni Mpetshi Perricard (na 30. místo 4. listopadu)
- Taylor Fritz (na 4. místo 18. listopadu)

### Čtyřhra
Tabulky uvádějí 10 nejvýše postavených párů na žebříčku ATP Race to Turin a 20 nejvýše postavených tenistů na konečném žebříčku ATP.
| Žebříček párů ATP Race (11. listopadu 2024) | Žebříček párů ATP Race (11. listopadu 2024)      | Žebříček párů ATP Race (11. listopadu 2024) | Žebříček párů ATP Race (11. listopadu 2024) | Žebříček párů ATP Race (11. listopadu 2024) |
| Poř.                                        | pár (✓ – kvalifikován)                           | body                                        | turnajů                                     |                                             |
| ------------------------------------------- | ------------------------------------------------ | ------------------------------------------- | ------------------------------------------- | ------------------------------------------- |
| 1.                                          | Marcelo Arévalo (ESA) Mate Pavić (CRO) ✓         | 6 710                                       | 22                                          |                                             |
| 2.                                          | Marcel Granollers (ESP) Horacio Zeballos (ARG) ✓ | 6 500                                       | 17                                          |                                             |
| 3.                                          | Wesley Koolhof (NED) Nikola Mektić (CRO) ✓       | 5 775                                       | 21                                          |                                             |
| 4.                                          | Simone Bolelli (ITA) Andrea Vavassori (ITA) ✓    | 5 740                                       | 19                                          |                                             |
| 5.                                          | Max Purcell (AUS) Jordan Thompson (AUS) ✓        | 5 455                                       | 17                                          |                                             |
| 6.                                          | Rohan Bopanna (IND) Matthew Ebden (AUS) ✓        | 4 860                                       | 16                                          |                                             |
| 7.                                          | Harri Heliövaara (FIN) Henry Patten (GBR) ✓      | 4 787                                       | 20                                          |                                             |
| 8.                                          | Kevin Krawietz (GER) Tim Pütz (GER) ✓            | 4 690                                       | 20                                          |                                             |
| 9.                                          | Nathaniel Lammons (USA) Jackson Withrow (USA)    | 3 680                                       | 34                                          |                                             |
| 10.                                         | Máximo González (ARG) Andrés Molteni (ARG)       | 3 105                                       | 19                                          |                                             |

| 1.  | Marcelo Arévalo (ESA)   | 7 510 |
| 1.  | Mate Pavić (CRO)        | 7 510 |
| 3.  | Jordan Thompson (AUS)   | 6 655 |
| 4.  | Marcel Granollers (ESP) | 6 500 |
| 4.  | Horacio Zeballos (ARG)  | 6 500 |
| 6.  | Nikola Mektić (CRO)     | 5 930 |
| 7.  | Kevin Krawietz (GER)    | 5 880 |
| 8.  | Wesley Koolhof (NED)    | 5 840 |
| 9.  | Tim Pütz (GER)          | 5 790 |
| 10. | Andrea Vavassori (ITA)  | 5 785 |
| 11. | Simone Bolelli (ITA)    | 5 740 |
| 12. | Max Purcell (AUS)       | 5 730 |
| 13. | Matthew Ebden (AUS)     | 5 210 |
| 14. | Henry Patten (GBR)      | 5 165 |
| 15. | Rohan Bopanna (IND)     | 5 150 |
| 16. | Harri Heliövaara (FIN)  | 5 145 |
| 17. | Michael Venus (NZL)     | 3 775 |
| 18. | Neal Skupski (GBR)      | 3 670 |
| 19. | Nathaniel Lammons (USA) | 3 320 |
| 19. | Jackson Withrow (USA)   | 3 320 |

#### Světové jedničky
| Světová jednička                               | datum nástupu       | datum odchodu      |
| ---------------------------------------------- | ------------------- | ------------------ |
| Austin Krajicek (USA)                          | začátek sezóny 2024 | 28. ledna 2024     |
| Rohan Bopanna (IND)                            | 29. ledna 2024      | 25. února 2024     |
| Matthew Ebden (AUS)                            | 26. února 2024      | 3. března 2024     |
| Rohan Bopanna (IND)                            | 4. března 2024      | 17. března 2024    |
| Austin Krajicek (USA)                          | 18. března 2024     | 31. března 2024    |
| Rohan Bopanna (IND)                            | 1. dubna 2024       | 14. dubna 2024     |
| Matthew Ebden (AUS)                            | 15. dubna 2024      | 5. května 2024     |
| Marcel Granollers (ESP) Horacio Zeballos (ARG) | 6. května 2024      | 9. června 2024     |
| Matthew Ebden (AUS)                            | 10. června 2024     | 14. července 2024  |
| Marcel Granollers (ESP) Horacio Zeballos (ARG) | 15. července 2024   | 10. listopadu 2024 |
| Marcelo Arévalo (ESA) Mate Pavić (CRO)         | 11. listopadu 2024  | konec sezóny 2024  |

#### Nová žebříčková maxima
Deblisté, kteří v sezóně 2024 zaznamenali kariérní maximum v první padesátce žebříčku ATP (ztučnění u jmen hráčů, kteří v první světové desítce debutovali a postavení při novém maximu v Top 10):
- Rohan Bopanna (na 1. místo 29. ledna)
- Jackson Withrow (na 16. místo 19. února)
- Matthew Ebden (na 1. místo 26. února)
- Sadio Doumbia (na 30. místo 4. března)
- Nicolás Barrientos  (na 47. místo 22. dubna)
- Marcel Granollers (na 1. místo 6. května)
- Horacio Zeballos (na 1. místo 6. května)
- Ariel Behar (na 34. místo 6. května)
- Oleksandr Nedověsov (na 38. místo 20. května)
- Čang Č’-čen (na 47. místo 15. července)
- Albano Olivetti (na 40. místo 22. července)
- Hendrik Jebens (na 45. místo 5. srpna)
- Constantin Frantzen (na 45. místo 12. srpna)
- Henry Patten (na 12. místo 19. srpna)
- Max Purcell (na 8. místo 9. září)
- Juki Bhambri (na 42. místo 23. září)
- Fabien Reboul (na 27. místo 30. září)
- Julian Cash (na 32. místo 30. září)
- Tomáš Macháč (na 46. místo 30. září)
- Andrea Vavassori (na 6. místo 14. října)
- Adam Pavlásek (na 29. místo 4. listopadu)
- Marcelo Arévalo (na 1. místo 11. listopadu)
- Nathaniel Lammons (na 19. místo  11. listopadu)
- Robert Galloway (na 34. místo 11. listopadu)
- Jordan Thompson (na 3. místo 18. listopadu)

## Výdělek tenistů
Ital Jannik Sinner získal výhrou na Turnaji mistrů 2024 nejvyšší jednorázovou odměnu za předchozí historii profesionálního tenisu – 4 881 100 dolarů. Jako třetí tenista narozený ve 21. století, po Świątekové a Alcarazovi, tím překonal celkový výdělek 30 milionů dolarů.
| Nejvyšší výdělky tenistů                                     | Nejvyšší výdělky tenistů    | Nejvyšší výdělky tenistů | Nejvyšší výdělky tenistů | Nejvyšší výdělky tenistů | Nejvyšší výdělky tenistů |
| Poř.                                                         | tenista                     | ve dvouhře               | ve čtyřhře               | celkem v sezóně          | celkem v kariéře         |
| ------------------------------------------------------------ | --------------------------- | ------------------------ | ------------------------ | ------------------------ | ------------------------ |
| 1.                                                           | Jannik Sinner (ITA)         | 16 914 035 $             | 32 114 $                 | 16 946 149 $             | 33 989 584 $             |
| 2.                                                           | Carlos Alcaraz (ESP)        | 9 850 338 $              | 0 $                      | 9 850 338 $              | 36 876 485 $             |
| 3.                                                           | Alexander Zverev (GER)      | 8 839 406 $              | 155 697 $                | 8 995 103 $              | 47 543 924 $             |
| 4.                                                           | Taylor Fritz (USA)          | 6 915 586 $              | 90 609 $                 | 7 006 195 $              | 21 087 553 $             |
| 5.                                                           | Daniil Medveděv             | 5 573 010 $              | 42 746 $                 | 5 615 756 $              | 43 764 163 $             |
| 6.                                                           | Casper Ruud (NOR)           | 5 010 351 $              | 54 956 $                 | 5 065 307 $              | 21 591 822 $             |
| 7.                                                           | Novak Djoković (SRB)        | 4 421 915 $              | 0 $                      | 4 421 915 $              | 185 065 269 $            |
| 8.                                                           | Andrej Rubljov              | 4 067 753 $              | 63 063 $                 | 4 130 816 $              | 25 686 167 $             |
| 9.                                                           | Alex de Minaur (AUS)        | 4 041 718 $              | 38 328 $                 | 4 080 046 $              | 15 303 985 $             |
| 10.                                                          | Stefanos Tsitsipas (GRE)    | 3 392 603 $              | 135 821 $                | 3 528 424 $              | 32 149 165 $             |
| 11.                                                          | Grigor Dimitrov (BUL)       | 3 169 105 $              | 16 951 $                 | 3 186 056 $              | 28 321 326 $             |
| 12.                                                          | Tommy Paul (USA)            | 2 912 091 $              | 28 832 $                 | 2 940 923 $              | 9 581 908 $              |
| 13.                                                          | Jordan Thompson (AUS)       | 1 683 840 $              | 1 209 406 $              | 2 893 246 $              | 8 001 701 $              |
| 14.                                                          | Ugo Humbert (FRA)           | 2 767 446 $              | 49 642 $                 | 2 817 088 $              | 7 878 075 $              |
| 15.                                                          | Jack Draper (GBR)           | 2 707 707 $              | 37 318 $                 | 2 745 025 $              | 4 567 996 $              |
| 16.                                                          | Hubert Hurkacz (POL)        | 2 701 708 $              | 28 100 $                 | 2 729 808 $              | 16 363 930 $             |
| 17.                                                          | Frances Tiafoe (USA)        | 2 699 718 $              | 29 417 $                 | 2 729 135 $              | 12 937 941 $             |
| 18.                                                          | Lorenzo Musetti (ITA)       | 2 646 694 $              | 69 285 $                 | 2 715 979 $              | 7 625 733 $              |
| 19.                                                          | Holger Rune (DEN)           | 2 673 232 $              | 33 913 $                 | 2 707 145 $              | 10 660 499 $             |
| 20.                                                          | Karen Chačanov              | 2 413 465 $              | 106 122 $                | 2 519 587 $              | 17 730 963 $             |
| 21.                                                          | Ben Shelton (USA)           | 2 222 233 $              | 180 949 $                | 2 403 182 $              | 5 199 849 $              |
| 22.                                                          | Alexei Popyrin (AUS)        | 2 301 802 $              | 35 004 $                 | 2 336 806 $              | 6 292 837 $              |
| 23.                                                          | Arthur Fils (FRA)           | 2 174 206 $              | 84 842 $                 | 2 259 048 $              | 3 605 603 $              |
| 24.                                                          | Sebastian Korda (USA)       | 1 902 107 $              | 283 179 $                | 2 185 286 $              | 6 589 213 $              |
| 25.                                                          | Tomáš Macháč (CZE)          | 1 800 531 $              | 217 543 $                | 2 018 074 $              | 3 066 841 $              |
| 26.                                                          | Francisco Cerúndolo (ARG)   | 1 686 753 $              | 132 227 $                | 1 818 980 $              | 5 671 619 $              |
| 27.                                                          | Nicolás Jarry (CHI)         | 1 721 544 $              | 84 799 $                 | 1 806 343 $              | 6 188 132 $              |
| 28.                                                          | Félix Auger-Aliassime (CAN) | 1 753 111 $              | 27 768 $                 | 1 780 879 $              | 13 718 990 $             |
| 29.                                                          | Alejandro Tabilo (CHI)      | 1 648 299 $              | 119 946 $                | 1 768 245 $              | 3 081 845 $              |
| 30.                                                          | Max Purcell (AUS)           | 773 141 $                | 990 584 $                | 1 763 725 $              | 4 609 305 $              |
| částky v amerických dolarech; aktualizováno 2. prosince 2024 |                             |                          |                          |                          |                          |

## Kariérní informace

### Ukončení kariéry
Seznam uvádí tenisty (vítěze turnaje ATP, anebo ty, kteří byli klasifikováni alespoň jeden týden v Top 100 dvouhry a/nebo Top 100 čtyřhry žebříčku ATP), jež ohlásili ukončení profesionální kariéry, neodehráli za více než 52 uplynulých týdnů žádný turnaj, nebo jim byl v sezóně 2024 uložen stálý zákaz hraní:
- Attila Balazs (* 27. září 1988 Budapešť, Maďarsko), profesionál od roku 2006, na singlovém žebříčku ATP nejvýše figuroval na 76. místě v březnu 2020 a ve čtyřhře na 173. místě během června 2018. Na challengerech ATP vyhrál dva tituly ve dvouhře a tři ve čtyřhře. Ukončení kariéry oznámil v únoru 2024.[24]
- Dustin Brown (* 4. prosince 1984 Celle, Spolková republika Německo), německo-jamajský profesionál od roku 2002, na singlovém žebříčku ATP nejvýše figuroval na 64. místě v říjnu 2016 a ve čtyřhře na 43. místě během května 2012. Na okruhu ATP Tour vyhrál dva deblové turnaje. V lednu 2024 oznámil, že probíhající sezóna bude poslední v profesionální kariéře.[25][26]
- Pablo Cuevas (* 1. ledna 1986 Concordia, Argentina), uruguayský profesionál od roku 2004, na singlovém žebříčku ATP nejvýše figuroval na 19. místě v srpnu 2006 a ve čtyřhře na 14. místě během dubna 2009. Na okruhu ATP Tour vyhrál šest titulů ve dvouhře a devět ve čtyřhře včetně French Open 2008 s Luisem Hornou. Ukočení kariéry oznámil v září 2024, s odehráním podledního turnaje na US Open 2024.[27]
- Federico Delbonis (* 5. října 1990 Azul, Argentina), profesionál od roku 2007, na singlovém žebříčku ATP nejvýše figuroval na 33. místě v květnu 2017 a ve čtyřhře na 110. místě během července 2019. Na okruhu ATP Tour vyhrál po dvou singlových i deblových titulech. S argentinským týmem triumfoval v Davis Cupu 2016. Ukončení kariéry oznámil v lednu 2024, s plánem závěrečného turnaje na Argentina Open.[28]
- Prajneš Gunneswaran (* 12. listopadu 1985 Čennaí, Indie), profesionál od roku 2010, na singlovém žebříčku ATP nejvýše figuroval na 75. místě v dubnu 2019 a ve čtyřhře na 248. místě během prosince 2018. Na challengerech ATP Tour vyhrál dva tituly ve dvouhře. Kariéru završil v listopadu 2024 po vleklých potížích se zápěstím herní ruky.[29]
- Ryan Harrison (* 7. května 1992  Shreveport, Spojené státy americké), profesionál od roku 2007, na singlovém žebříčku ATP nejvýše figuroval na 40. místě v červenci 2017 a ve čtyřhře na 16. místě během listopadu téhož roku. Na okruhu ATP Tour ovládl dvouhru Memphis Open 2017 a čtyři turnaje ve čtyřhře včetně French Open 2017 s Michaelem Venusem. Ukončení profesionální kariéry oznámil v lednu 2024.[30]
- Tacuma Itó (* 18. května 1988 Hokusei, Japonsko),  profesionál od roku 2006, na singlovém žebříčku ATP nejvýše figuroval na 60. místě v říjnu 2012 a ve čtyřhře na 312. místě během června 2014. Na challengerech ATP Tour získal sedm trofejí  ve dvouhře. V dubnu 2024 oznámil, že profesionální kariéru završí po skončení sezóny.[31]
- Roman Jebavý (* 16. listopadu 1989 Turnov, Československo), profesionál od roku 2009, na singlovém žebříčku ATP nejvýše figuroval na 297. místě v září 2013 a ve čtyřhře na 43. místě během března 2019. Na okruhu ATP Tour vyhrál čtyři tituly ve čtyřhře. Profesionální dráhu uzavřel v srpnu 2024 ve čtyřhře libereckého challengeru Svijany Open po boku Jiřího Veselého.[32]
- Steve Johnson (* 24. prosince 1989 Orange, Spojené státy americké), profesionál od roku 2012, na singlovém žebříčku ATP nejvýše figuroval na 21. místě v červenci 2016 a ve čtyřhře na 39. místě během května téhož roku. Na okruhu ATP Tour vyhrál čtyři tituly ve dvouhře a dva ve čtyřhře. S Jackem Sockem získal bronzovou medaili ze čtyřhry riodejaneirské olympiády 2016. Profesionální dráhu završil na březnovém BNP Paribas Open 2024 v Indian Wells, kde odehrál kvalifikaci dvouhry a čtyřhru.[33]
- Ivo Karlović (* 28. února 1979 Záhřeb, Jugoslávie), profesionál od roku 2000, na singlovém žebříčku ATP nejvýše figuroval na 14. místě v srpnu 2008 a ve čtyřhře na 44. místě během dubna 2006. S výškou 211 cm byli s Reillym Opelkou nejvyššími hráči na okruhu. V rámci ATP Tour vyhrál osm titulů ve dvouhře a dva ve čtyřhře. S chorvatským týmem triumfoval v Davis Cupu 2005. Ukončení profesionální kariéry oznámil v únoru 2024 po dvouapůlleté neaktivitě.[34]
- Wesley Koolhof (* 17. dubna 1989 Duiven, Nizozemsko), profesionál od roku 2008, na singlovém žebříčku ATP nejvýše figuroval na 462. místě v srpnu 2013 a ve čtyřhře na 1. místě během listopadu 2022. Na okruhu ATP Tour vyhrál dvacet jedna deblových titulů včetně Turnaje mistrů 2020 s Nikolou Mektićem a Wimbledonu 2023 s Nealem Skupskim. Ovládl také smíšenou soutěž French Open 2022 po boku Eny Šibaharaové. V listopadu 2023 oznámil, že nadcházející sezóna 2024 by měla být poslední v profesionální kariéře.[35]
- Filip Krajinović (* 27. února 1992 Sombor, Jugoslávie), profesionál od roku 2008, na singlovém žebříčku ATP nejvýše figuroval na 26. místě v dubnu 2018 a ve čtyřhře na 201. místě během téhož měsíce. Všech pět seinglových finále na okruhu ATP Tour prohrál včetně Paris Masters 2017. Na challengerech získal deset titulů ve dvouhře a jeden ve čtyřhře. Kariéru ukončil na zářijovém US Open 2024.[36]
- Ajsám Kúreší (* 17. března 1980 Láhaur, Pákistán), profesionál od roku 1997, na singlovém žebříčku ATP nejvýše figuroval na 125. místě v prosinci 2007 a ve čtyřhře na 8. místě během června 2011. Na okruhu ATP Tour vyhrál osmnáct deblových trofejí. Na US Open 2010 skončil jako poražený finalista ve čtyřhře s Rohanem Bopannou i v mixu po boku Květy Peschkeové. V únoru 2024, kdy oznámil ukončení kariéry během sezóny, se stal prezidentem Pákistánského tenisového svazu.[37][38]
- Andy Murray (* 15. května 1987 Glasgow, Spojené království), profesionál od roku 2005, na singlovém žebříčku ATP nejvýše figuroval na 1. místě v listopadu 2016 a ve čtyřhře na 51. místě během října 2011. Celkově na vrcholu světové klasifikace strávil 41 týdnů. Na grandslamu ovládl US Open 2012 a Wimbledon v letech 2013 a 2016. Poražen odešel z finále Australian Open 2010, 2011, 2013, 2015 a 2016, rovněž jako ze souboje o titul na French Open 2016. Jako první tenista historie vyhrál dva ročníky dvouhry na olympijských hrách, když ovládl londýnské hry 2012 a riodejanierské hry 2016. S britským týmem vybojoval Davisův pohár 2015. Triumfoval také na Turnaji mistrů 2016. Na okruhu ATP vyhrál celkem čtyřicet šest singlových a tři deblové tituly. V srpnu 2024 ukončil kariéru po vyřazení ze čtyřhřy Letních olympijských her po boku Dana Evanse.[39][40]
- Ben McLachlan (* 10. kvěna 1992 Queenstown, Nový Zéland), profesionál od roku 2014, na singlovém žebříčku ATP nejvýše figuroval na 729. místě v červnu 2015 a ve čtyřhře na 18. místě během listopadu 2018. Na okruhu ATP Tour získal sedm trofejí ve čtyřhře. Hráčskou dráhu zakončil v dubnu 2024.[41]
- John Millman (* 14. června 1989 Brisbane, Austrálie), profesionál od roku 2006, na singlovém žebříčku ATP nejvýše figuroval na 33. místě v říjnu 2018 a ve čtyřhře na 165. místě během června téhož roku. Na okruhu ATP Tour vyhrál dvouhru Astana Open 2020. V listopadu 2023 oznámil, že kariéru ukončí se závěrem letní australské sezóny v lednu 2024.[42] Poslední soutěž odehrál v kvalifikaci Australian Open.[43]
- Rafael Nadal (* 3. června 1986 Manacor, Španělsko), profesionál od roku 2001, na singlovém žebříčku ATP nejvýše figuroval na 1. místě v srpnu 2008 a ve čtyřhře na 26. místě během srpna 2005. Na čele strávil celkem 209 týdnů a pětkrát sezónu završil jako konečná jednička. V době ukončení kariéry byl jediným tenistou historie, který ovládl dvouhru jednoho z grandslamů čtrnáctkrát, když trofeje získal na Roland-Garros. S dvaceti dvěma grandslamy figuroval na druhém místě mužských historických statistik za Djokovićem. Vyjma French Open vyhrál čtyřikrát US Open, dvakrát Wimbledon a dvakrát Australian Open. Na pekingské olympiádě 2008 se stal olympijským vítězem ve dvouhře. Ze čtyřhry riodejaneirských her 2016 si odvezl zlatou medaili s Marcem Lópezem. Se španělským týmem ovládl ovládl Davisův pohár v letech 2004, 2009, 2011 a 2019. Na okruhu ATP Tour vyhrál devadesát dva singlových a jedenáct deblových trofejí. Kariéru ukončil na listopadovém finále Davis Cupu 2024.[44]
- Philipp Oswald (* 23. ledna 1986 Feldkirch, Rakousko), profesionál od roku 2005, na singlovém žebříčku ATP nejvýše figuroval na 206. místě v prosinci 2009 a ve čtyřhře na 31. místě během června 2021. Na okruhu ATP Tour vyhrál jedenáct titulů ve čtyřhře. Hráčskou dráhu uzvařel ve čtyřhře červencového Generali Open Kitzbühel 2024 po boku Schwärzlera.[45]
- Lukáš Rosol (* 24. července 1985 Brno, Československo), profesionál od roku 2004, na singlovém žebříčku ATP nejvýše figuroval na 26. místě v září 2014 a ve čtyřhře na 37. místě během října téhož roku. Na okruhu ATP Tour vyhrál dvouhru Năstase Țiriac Trophy 2013 a Winston-Salem Open 2014. Ve čtyřhře přidal tři trofeje. S českým týmem triumfoval v Davis Cupu 2012 a  2013. Profesionální kariéru ukončil v dubnu 2024.[46]
- Artem Sitak (* 8. února 1986 Orenburg, Sovětský svaz), profesionál od roku 2001, na singlovém žebříčku ATP nejvýše figuroval na 299. místě v srpnu 2008 a ve čtyřhře na 32. místě během září 2018. Na okruhu ATP Tour vyhrál pět deblových turnajů. Aktivní hráčskou druhá ukončil na lednovém ASB Classic 2024.[47][48]
- João Sousa (* 30. března 1989 Guimarães, Portugalsko), profesionál od roku 2008, na singlovém žebříčku ATP nejvýše figuroval na 28. místě v květnu 2016 a ve čtyřhře na 26. místě během května 2019. Na okruhu ATP Tour vyhrál čtyři singlové tituly. Ukončení profesionální kariéry oznámil v únoru 2024, s plánovaným závěrečným turnajem na Estoril Open.[49]
- Dominic Thiem (* 3. září 1993 Vídeňské Nové Město, Rakousko), profesionál od roku 2011, na singlovém žebříčku ATP nejvýše figuroval na 3. místě v březnu 2020 a ve čtyřhře na 67. místě během října 2019. Výhrou ve dvouhře US Open 2020 se stal prvním mužským grandslamovým vítězem narozeným v 90. letech dvacátého století. Z dalších tří finále grandslamu odešel poražen. V rámci okruhu ATP Tour zvítězil na sedmnácti singlových turnajích včetně Indian Wells Masters 2019. V květnu 2024 oznámil, že kariéru ukončí na říjnovém Vienna Open 2024.[50][51]
- Donald Young (* 23. července 1989 Chicago, Spojené státy americké), profesionál od roku 2004, na singlovém žebříčku ATP nejvýše figuroval na 38. místě v únoru 2012 a ve čtyřhře na 43. místě během srpna 2017. Na okruhu ATP Tour prohrál obě singlová i deblová finále včetně čtyřhry French Open 2017 po boku Santiaga Gonzáleze. Poslední soutěž odehrál v zářijovém mixu US Open 2024, na kterém postoupil s krajankou Taylor Townsendovou do finále.[52]

## Rozpis bodů
Tabulka uvádí body přidělované hráčům na turnajích okruhu ATP Tour 2024. Jejich změna se dotkla pouze dvouhry. Hodnocení se zvýšilo na grandslamu nárůstem bodů u finalistů z 1 200 na 1 300, u semifinalistů ze 720 na 800, u čtvrtfinalistů z 360 na 400 a dále až do druhého kola. Navýšení se dotklo i dalších kategorií vyjma vítězů, jejichž body odrážely názvy kategorií.
Ke změně bylo přistoupeno pro optimalizaci distribuce bodů v kolech turnajů po zvýšení na 96 hráčů dvouhry u několika Mastersů a výrazném nárůstu turnajů ve vyšších kategoriích okruhu ATP Challenger Tour, včetně založení jeho nejvyšší kategorie 175.
| ATP Tour 2024                                                                                                | ATP Tour 2024         | ATP Tour 2024                             | ATP Tour 2024                             | ATP Tour 2024                                                                               | ATP Tour 2024                                                                               | ATP Tour 2024                                                                               | ATP Tour 2024                                                                               | ATP Tour 2024                                                                               | ATP Tour 2024                                                                               | ATP Tour 2024                                                                               | ATP Tour 2024                                                                               | ATP Tour 2024                                                                               | ATP Tour 2024 | ATP Tour 2024 |
| ↓kategorie / fáze→                                                                                           | vítězové              | finalisté                                 | semifinalisté                             | čtvrtfinalisté                                                                              | 16 v kole                                                                                   | 32 v kole                                                                                   | 64 v kole                                                                                   | 128 v kole                                                                                  | QV                                                                                          | Q3                                                                                          | Q2                                                                                          | Q1                                                                                          |               |               |
| --- | --------------------- | ----------------------------------------- | ----------------------------------------- | ------------------------------------------------------------------------------------------- | ------------------------------------------------------------------------------------------- | ------------------------------------------------------------------------------------------- | ------------------------------------------------------------------------------------------- | ------------------------------------------------------------------------------------------- | ------------------------------------------------------------------------------------------- | ------------------------------------------------------------------------------------------- | ------------------------------------------------------------------------------------------- | ------------------------------------------------------------------------------------------- | ------------- | ------------- |
| Grand Slam (128D)                                                                                            | 2000                  | 1300                                      | 800                                       | 400                                                                                         | 200                                                                                         | 100                                                                                         | 50                                                                                          | 10                                                                                          | 30                                                                                          | 16                                                                                          | 8                                                                                           | 0                                                                                           |               |               |
| Grand Slam (64Č)                                                                                             | 2000                  | 1200                                      | 720                                       | 360                                                                                         | 180                                                                                         | 90                                                                                          | 0                                                                                           | –                                                                                           | 25                                                                                          | –                                                                                           | 0                                                                                           | 0                                                                                           |               |               |
| ATP Finals (8D/8Č)                                                                                           | 1500 (max) 1100 (min) | 1000 (max) 600 (min)                      | 600 (max) 200 (min)                       | 200 za každou výhru v základní skupině, +400 za výhru v semifinále, +500 za výhru ve finále | 200 za každou výhru v základní skupině, +400 za výhru v semifinále, +500 za výhru ve finále | 200 za každou výhru v základní skupině, +400 za výhru v semifinále, +500 za výhru ve finále | 200 za každou výhru v základní skupině, +400 za výhru v semifinále, +500 za výhru ve finále | 200 za každou výhru v základní skupině, +400 za výhru v semifinále, +500 za výhru ve finále | 200 za každou výhru v základní skupině, +400 za výhru v semifinále, +500 za výhru ve finále | 200 za každou výhru v základní skupině, +400 za výhru v semifinále, +500 za výhru ve finále | 200 za každou výhru v základní skupině, +400 za výhru v semifinále, +500 za výhru ve finále | 200 za každou výhru v základní skupině, +400 za výhru v semifinále, +500 za výhru ve finále |               |               |
| ATP Tour Masters 1000 (96D)                                                                                  | 1000                  | 650                                       | 400                                       | 200                                                                                         | 100                                                                                         | 50                                                                                          | 30                                                                                          | 10                                                                                          | 20                                                                                          | –                                                                                           | 10                                                                                          | 0                                                                                           |               |               |
| ATP Tour Masters 1000 (56D)                                                                                  | 1000                  | 650                                       | 400                                       | 200                                                                                         | 100                                                                                         | 50                                                                                          | 10                                                                                          | –                                                                                           | 30                                                                                          | –                                                                                           | 16                                                                                          | 0                                                                                           |               |               |
| ATP Tour Masters 1000 (32Č)                                                                                  | 1000                  | 600                                       | 360                                       | 180                                                                                         | 90                                                                                          | 0                                                                                           | –                                                                                           | –                                                                                           | –                                                                                           | –                                                                                           | –                                                                                           | –                                                                                           |               |               |
| ATP Tour 500 (48D)                                                                                           | 500                   | 330                                       | 200                                       | 100                                                                                         | 50                                                                                          | 25                                                                                          | 0                                                                                           | –                                                                                           | 16                                                                                          | –                                                                                           | 8                                                                                           | 0                                                                                           |               |               |
| ATP Tour 500 (32D)                                                                                           | 500                   | 330                                       | 200                                       | 100                                                                                         | 50                                                                                          | 0                                                                                           | –                                                                                           | –                                                                                           | 25                                                                                          | –                                                                                           | 13                                                                                          | 0                                                                                           |               |               |
| ATP Tour 500 (16Č)                                                                                           | 500                   | 300                                       | 180                                       | 90                                                                                          | 0                                                                                           | –                                                                                           | –                                                                                           | –                                                                                           | 45                                                                                          | –                                                                                           | 25                                                                                          | 0                                                                                           |               |               |
| ATP Tour 250 (48D)                                                                                           | 250                   | 165                                       | 100                                       | 50                                                                                          | 25                                                                                          | 13                                                                                          | 0                                                                                           | –                                                                                           | 8                                                                                           | –                                                                                           | 4                                                                                           | 0                                                                                           |               |               |
| ATP Tour 250 (32D/28D)                                                                                       | 250                   | 165                                       | 100                                       | 50                                                                                          | 25                                                                                          | 0                                                                                           | –                                                                                           | –                                                                                           | 13                                                                                          | –                                                                                           | 7                                                                                           | 0                                                                                           |               |               |
| ATP Tour 250 (16Č)                                                                                           | 250                   | 150                                       | 90                                        | 45                                                                                          | 0                                                                                           | –                                                                                           | –                                                                                           | –                                                                                           | –                                                                                           | –                                                                                           | –                                                                                           | –                                                                                           |               |               |
| United Cup                                                                                                   | 500 (max)             | podrobný rozpis bodů, viz United Cup 2024 | podrobný rozpis bodů, viz United Cup 2024 | podrobný rozpis bodů, viz United Cup 2024                                                   | podrobný rozpis bodů, viz United Cup 2024                                                   | podrobný rozpis bodů, viz United Cup 2024                                                   | podrobný rozpis bodů, viz United Cup 2024                                                   | podrobný rozpis bodů, viz United Cup 2024                                                   | podrobný rozpis bodů, viz United Cup 2024                                                   | podrobný rozpis bodů, viz United Cup 2024                                                   | podrobný rozpis bodů, viz United Cup 2024                                                   | podrobný rozpis bodů, viz United Cup 2024                                                   |               |               |
| QV – vítěz kvalifikace, Q1–3 – 1. až 3. kolo kvalifikace, (xD/Č) – „x“ počet hráčů dvouhry/čtyřhry v soutěži |                       |                                           |                                           |                                                                                             |                                                                                             |                                                                                             |                                                                                             |                                                                                             |                                                                                             |                                                                                             |                                                                                             |                                                                                             |               |               |